# 美國公民自由聯盟
美國公民自由聯盟（英語：American Civil Liberties Union，以下簡稱：ACLU）是一個美國的大型非營利組織，總部設於紐約市，其目的是為了「捍卫和维护美国宪法和其他法律赋予的、这个国度裡每个公民享有的个人的权利和自由」。聯盟透過訴訟、推動立法以及社區教育達到其目標。美国公民自由联盟成立于1920年，由克莉斯托·伊斯特曼、罗杰·鲍德温和沃尔特·内勒斯创建，现拥有超过50万会员和超过1亿美元的年度预算。美国公民自由联盟的地方分支机构活跃在美国所有50个州和波多黎各，在它认为公民自由受到威胁的案件中提供法律援助。法律援助的形式有为公民提供法律代理，或者当其他律师事务所已经代理时准备法庭之友的陈述表达法律诉求。
当美国公民自由联盟于1920年成立时，重点针对以反战抗议者为主体的言论自由。在1920年代，美国公民自由联盟将其影响范围扩大到保护艺术家和罢工工人的言论自由，以及与美国全国有色人种协进会（NAACP）合作反对种族歧视。美国公民自由联盟在1930年代开始打击美国警察的不当执法，保护美国原住民的权利。大多数ACLU参与的案件来自美國共產黨和耶和华见证人。1940年，美国公民自由联盟被卷入红色恐怖，成员投票解除了共产党员的领导职务。第二次世界大战期间，美国公民自由联盟保护被强行迁往收容所的日裔美国人。冷战期间，美国公民自由联盟总部被反共主义者控制，但许多地方分支机构仍参与保护共产党员。
到1964年，美国公民自由联盟会员人数已上升至8万，也直接参与当时對公民自由的大扩张。1960年代，美国公民自由联盟继续其长达数十年的推动政教分离的努力，也为越战期间若干焚烧征兵证或佩带红臂章的反战分子辩护。ACLU也参与了披露警方在审讯过程中的不当行为的“米兰达案”，以及促成建立新的保护报纸报道政府活动的措施的“纽约时报案”。在1970年代和1980年代，美国公民自由联盟进军新的法律领域：保护同性恋者、学生、囚犯和穷人。在21世纪，美国公民自由联盟已经抨击了神创论在公立学校的教学，以侵犯公民自由为由挑战了一些反恐立法规定。
除了为个人和组织在诉讼中代理，美国公民自由联盟还不断为其董事确立的政策游说。ACLU的当前立场包括：反对死刑；支持同性婚姻和同性恋者收养儿童的权利；支持节育和堕胎的权利；消除对妇女、少数民族和同性恋者的歧视；支持囚犯的权利和反对刑讯逼供；支持宗教人士不受政府干涉地实践信仰的权利；反对政府任何对宗教或非宗教的偏好、或对某种信仰的偏好。

## 组织概况

### 领导

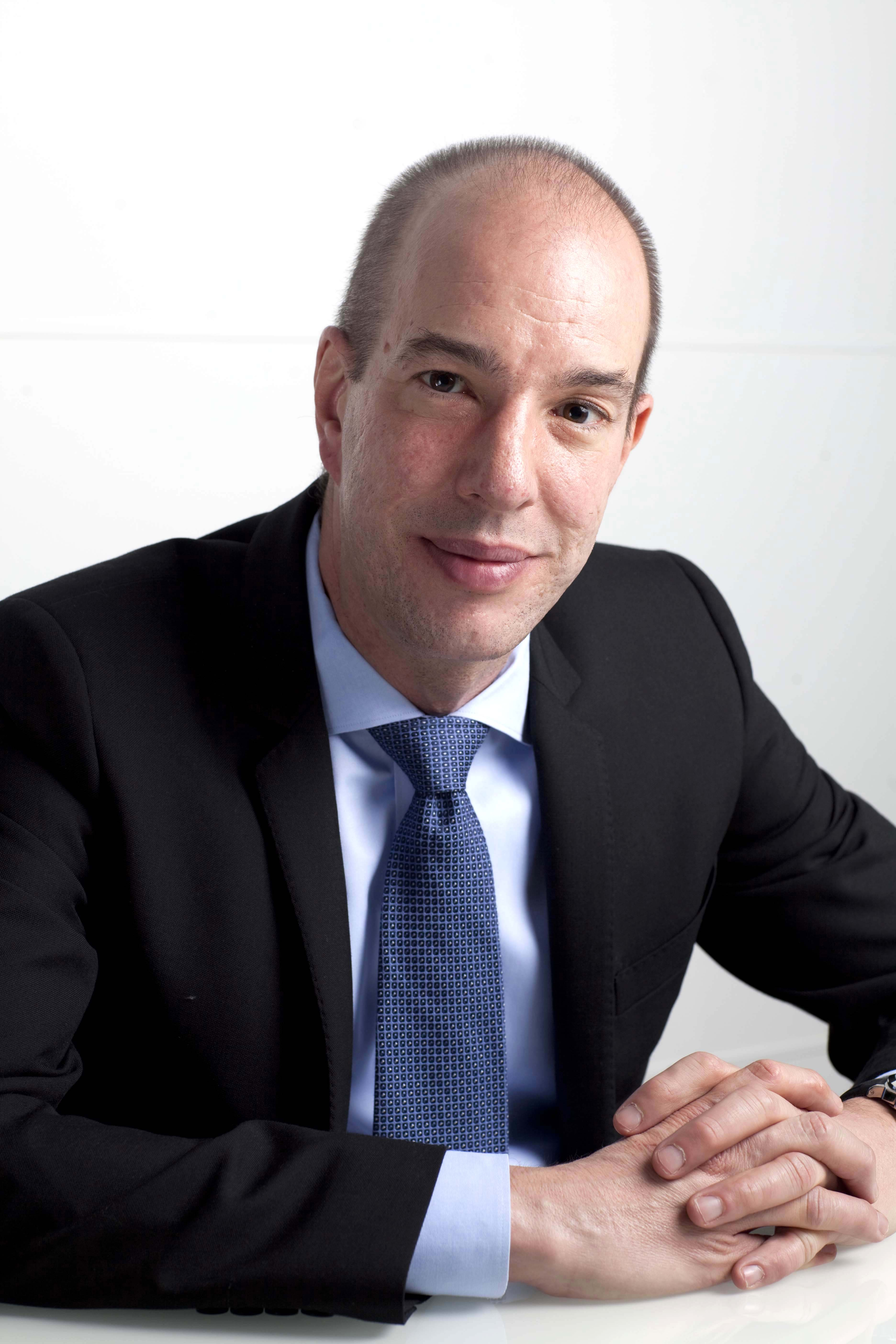
Anthony D. Romero自2001年起担任执行董事。

ACLU由一名执行董事（Anthony D. Romero，2011起）和总裁（Susan N. Herman，2011起）领导。總裁作为ACLU的董事会主席，负责筹款和促进政策制定。执行董事管理机构的日常业务。联盟董事会有80人，其中包括来自各州分支机构的代表，以及全州代表。
美国公民自由联盟的领导在政策制定上并不总是能达成一致：ACLU领导层内部的意见分歧，有时会演变为大规模的辩论。 1937年就爆发了一场争论是否应保护亨利·福特分发反工会文学的权利的内部辩论。在1939年，一场激烈的争论就是否应禁止共产党人在ACLU的领导而起。在麦卡锡主义的影响下，20世纪50年代早期董事会则因是否保护共产党员而分成了两派。在1968年，是否为斯波克博士反战的激进主义代理又导致了分裂。在1973年，就是否应弹劾尼克松总统有过内部冲突。2005年，就是否应将言论限制法则强加于ACLU雇员以避免ACLU内部争论的公开又有过争论。

### 经费
ACLU由两个独立的非营利组织——美国公民自由联盟和美国公民自由联盟基金会构成。这两个组织从事民事权利的诉讼，宣传，教育。 在2011年，美国公民自由联盟和美国公民自由联盟基金会合并收入1.09亿美元，来源于补助金（60％），会员捐款（23％），和遗赠（17％）。会员会费25万美元。ACLU为其慈善基金会募捐。美国公民自由联盟获商业改进局认可，慈善导航排名ACLU为四星级。当地的分支机构也募集他们自己的资金，也有接收从国家ACLU的资金。

### 各州分支机构

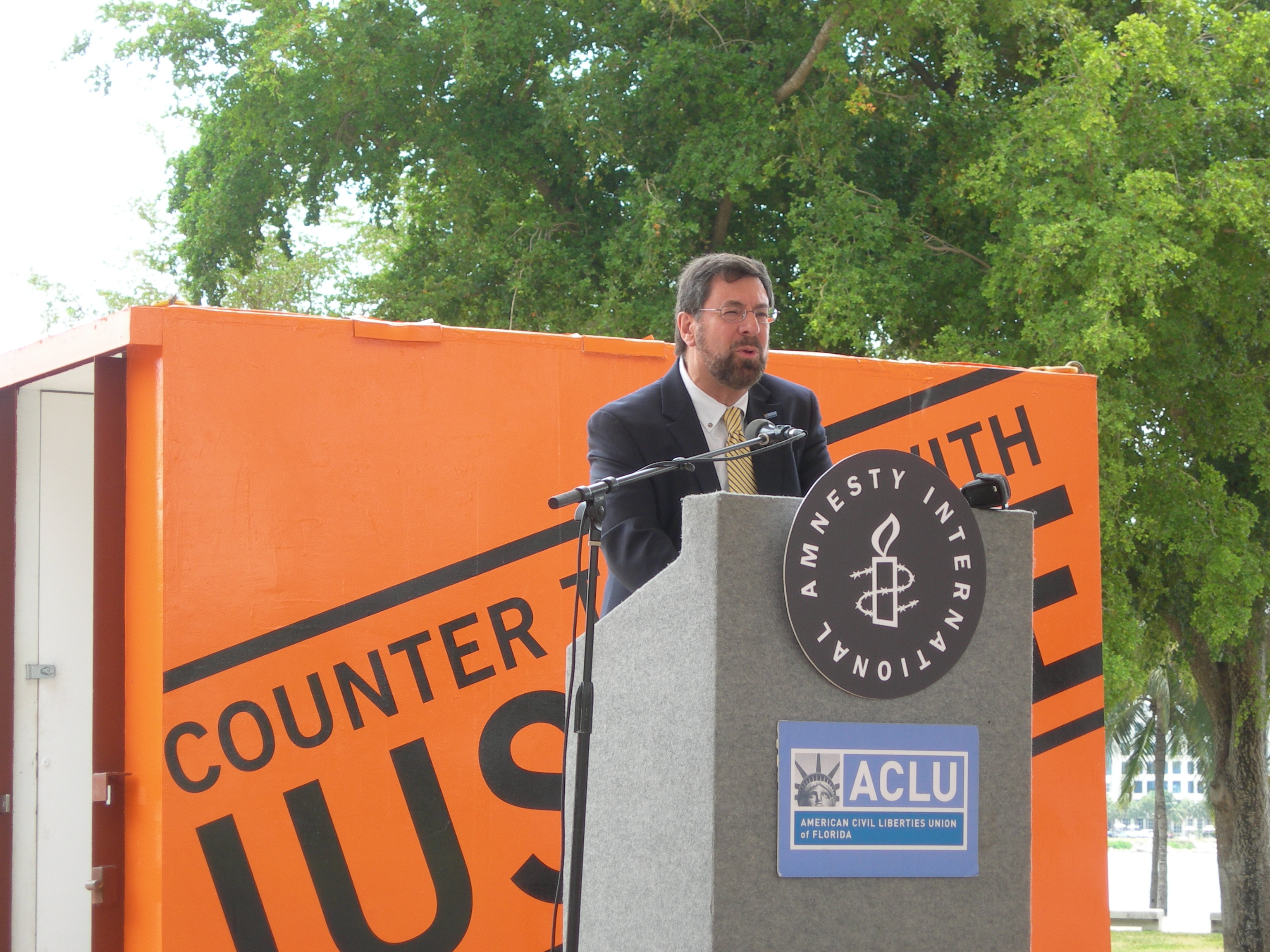
佛罗里达州分部执行董事Howard Simon与国际特赦组织一起参与一次反对关塔那摩湾拘押中心的活动。

该组织的大部分工作由其53个地方分支机构承担。除加州有三个分支机构外，ACLU在其他每个州和波多黎各有一个分支机构。分支机构自主运作，有自己的员工，执行董事，董事会和预算。
美国公民自由联盟的分支机构是ACLU的基本组成单位，从事诉讼，游说，及公众教育。例如，在2004年1月开始的20个月期间，美国公民自由联盟的新泽西分会参与了51宗案件，根据其年度报告，州法院35宗，联邦法院16宗。其中33宗案件中ACLU提供法律代表服务，而在其余18宗案件中担任法院临时顾问。他们列出了44名志愿律师曾在这些案件中协助他们。

### 立场
ACLU的官方立场声明，截至2012年1月，包括以下政策：
- 扶持行动 - 美国公民自由联盟支持支持行动。[13]
- 节育和堕胎 - 美国公民自由联盟支持堕胎权。 ACLU认为每个人都应该能享受负担得起的全方位的避孕方法。 ACLU的生育自由项目管理生殖权利方面的努力。[14]
- 刑法改革 - 美国公民自由联盟希望中止过于严厉的刑罚。[15]
- 死刑 - 美国公民自由联盟在任何情况下反对死刑。[16]
- 言论自由 - ACLU支持言论自由，包括有权表达不受欢迎的想法，比如亵渎国旗。[17]
- 竞选资金 - 美国公民自由联盟认为，目前的制度存在严重缺陷，支持充分的透明度，以确定捐赠者。[17]
- 枪支管制 - 美国公民自由联盟的立场是，第二修正案保护了集体而非个人的拥有枪支的权利。[18]
- 艾滋病毒/艾滋病 - 美国公民自由联盟的政策是“建立这一个世界：基于艾滋病毒感染状况的歧视已经结束，艾滋病毒感染者掌控他们的医疗資訊和医护，政府的艾滋病政策促进公共卫生，尊重和同情艾滋病毒携带者和艾滋病患者。” [19]
- 人权 - 美国公民自由联盟人权项目宣传儿童权利、移民权利、同性恋权利和其他国际义务（主要是在国际范围内）。[20]
- 移民权利 - 美国公民自由联盟支持公民自由移民到美国。[21]
- 女同性恋、男同性恋，双性恋和变性者的权利 - ACLU的LGBT权利项目支持所有同性恋者的平等权利，并致力于消除歧视。ACLU支持平等的民事婚姻和LGBT伴侣收养儿童的权利。[22]
- 国家安全 - 美国公民自由联盟反对以国家安全为名损害公民自由。在此背景下，美国公民自由联盟谴责政府使用间谍活动，无限期拘留（而不指控或审判）以及政府资助的折磨。[23]
- 囚犯权利 - 美国公民自由联盟认为监禁应该只能作为最后的手段，监狱应着眼于改造。[24]
- 隐私和技术 – ACLU支持“增强隐私保护的对技术的负责的使用”。[25]
- 种族问题 - ACLU的种族正义计划打击社会的各个方面的种族歧视，包括教育系统、司法系统和死刑。 [26]
- 宗教 - 美国公民自由联盟支持宗教人士的权利，反对政府干预他们信仰的实践。[27]
- 投票权 - 美国公民自由联盟认为，投票障碍应该被废除，尤其是当他们不成比例地影响少数民族或贫困公民投票之时。美国公民自由联盟认为，轻罪不应剥夺选举权。[28]
- 妇女的权利 - 美国公民自由联盟工作在各个领域消除对妇女的歧视。 ACLU鼓励政府要积极主动停止针对妇女的暴力。[29]

### 支持与反对
美国公民自由联盟的支持者有不同的个人和组织。在2011年ACLU有超过500,000名成员，每年从数以百计的慈善基金会接收成千上万的补助金。ACLU在法律行动的上的盟友包括：全国有色人种促进协会，美国犹太人大会，电子前沿基金会和全国妇女组织。
美国公民自由联盟被自由主义者批评，尤其是当它将共产党人逐出领导行列，当它为新纳粹分子辩护或者当它反对通过国家劳动关系法。另一方面，它也被保守主义者批评，尤其是当它反对在学校祈祷，或当它反对“爱国者法案”。ACLU支持的保守派人物包括拉什·林博，亨利·福特，乔治·华莱士和奥利弗·诺思，它支持的自由派人物则包括迪克·格雷戈里，孟肯，罗克韦尔肯特和本杰明·斯波克博士
批评的主要来源于美国公民自由联盟代表的个人或组织宣扬冒犯或不受欢迎的观点的法律案件，如三K党，新纳粹分子，伊斯兰教国家，北美人男孩爱协会，或韦斯特博罗浸会教会。美国公民自由联盟对这些批评作出回应说：“当要保护的言论自由传递的是许多人觉得至少是合理的訊息的时候，保护言论自由是很容易的。但是当言论传递的訊息令大多数人反感的时候，捍卫言论自由才最重要。

## 最初时期

### CLB（公民自由局）时代

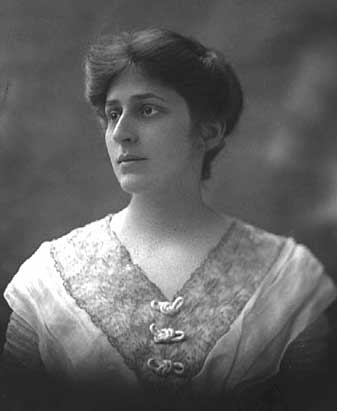
Crystal Eastman是ACLU的前身CLB的创始人之一。

美国公民自由联盟的前身是美国国家公民自由局(CLB)。而国家公民自由局是由 Crystal Eastman 和 Roger Baldwin于1917年创立.国家公民自由局的支持者普遍为以下三种之一：社会改革者、新教神职人员和保守律师。在1918年，由于Eastman的身体状况不适， Baldwin成为了国家公民自由局的第一届领导人。
国家公民自由局重点关注的是：言论自由，主要包括支持反战演讲的自由和因拒绝参加第一次世界大战而拒绝服兵役的人。1919年，三个最高法院的判决认定某些反战的言论是有罪的，需要被禁止。那时，社会党的领袖 Charles Schenck f因出版反战文学而被最高法院定罪。随后，在 Debs v. United States, 法院维持了Eugene Debs的判罚。但是五个月后，Oliver Wendell Holmes 在 Abrams v. United States写了一封很重要的诉讼，他认为法院的判决侵犯了公民的言论自由权，反战的言论几乎是不应该受到惩罚的。
Baldwin在成为了公民自由联盟的领袖之后，坚持认定该组织应该进行重组，并将其中心从直接诉讼转变为公众教育。而该建议在1920年1月19日得到公民自由联盟董事会的采纳，于是美国自由联盟就此成立了。虽然在当时，美国已经存在极少数的其他的致力于公民权利的组织，例如NAACP和Anti-Defamation League，但是美国自由联盟的第一个不局限于一个特定的一群人，或一个单一的主题的组织。
在其成立的第一个十年，Baldwin 继续领导着美国自由联盟。他的魅力和能量吸引了很多美国自由联盟的支持者成为了该组织的领导者。Baldwin 是一个非常简朴的人，穿着别人的旧衣服，省吃俭用，而且以很低的薪水为生。事实上，美国自由联盟的管理者是一个并没有太多民主和平等的执行委员会：因为美国自由联盟的总部设在纽约，所以该执行委员会的委员以纽约人为主。大多数美国公民自由联盟的资金来自慈善机构，如 Garland Fund。

### 言论自由时代

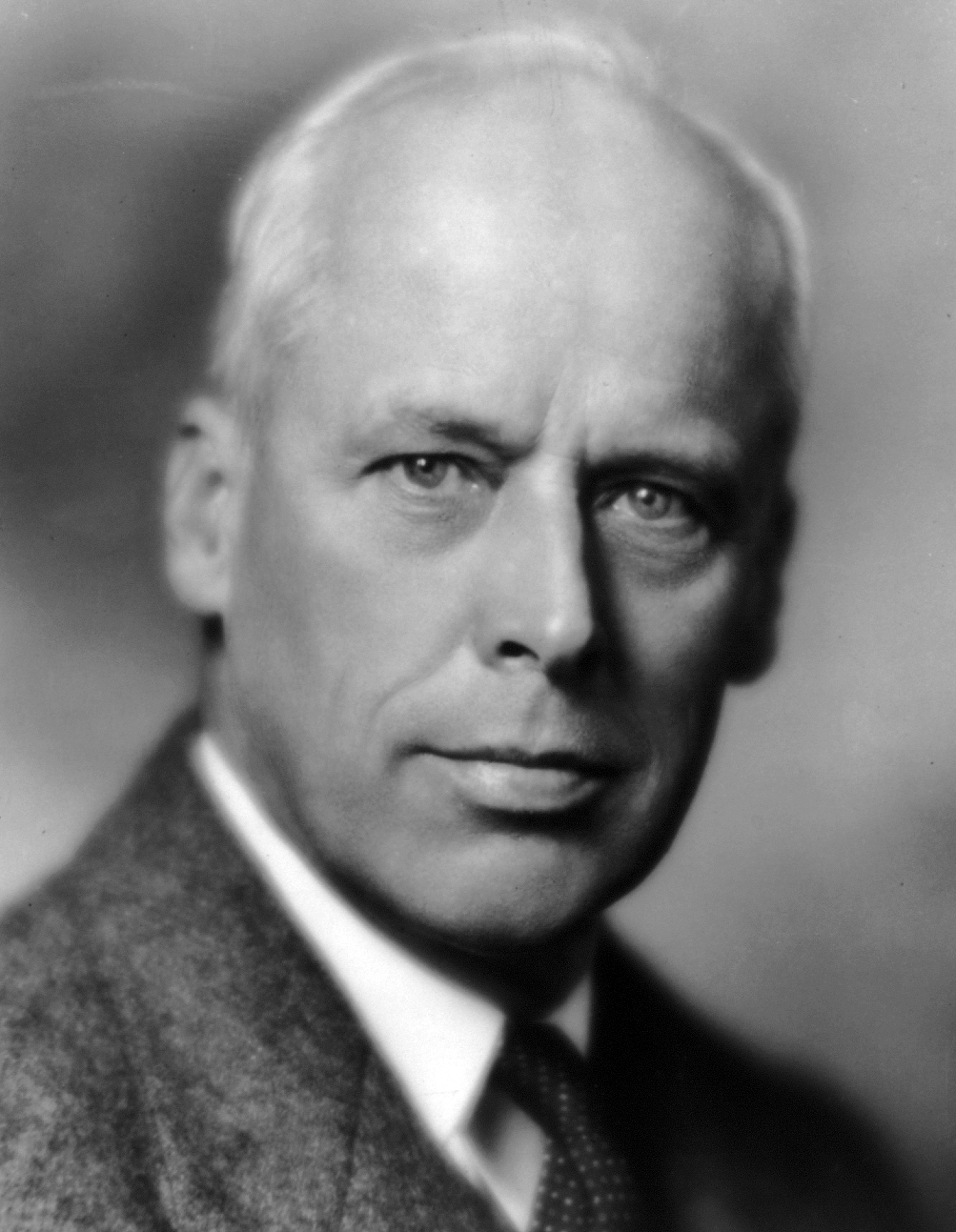
諾曼·湯瑪斯是ACLU早期的领导者之一。

在1920年代，政府的审查是司空见惯的。 一些杂志经常会因为触犯了反淫秽的 Comstock laws而被没收；劳动汇集的许可往往会被没收；所有的反政府和反战文学会被取缔。当时，右翼分子行使着大量的权利，倡导工会组织、社会主义或者政府改革的积极分子经常会被揭发当成是反美国或者是不爱国的人。 1923年，有一个典型的例子：作家Upton Sinclair 因涉嫌阅读一个Industrial Workers of the World rally的第一修正案而被捕。
美国自由联盟的领导阶层按照如何应对公民权利的被侵犯而划分。第一组，包括 Baldwin, Arthur Garfield Hays 和諾曼·湯瑪斯，认为最好的途径是直接的、强硬的回击。海斯是美国公民自由联盟中第一个放弃自己的私人诊所工作的律师。另一组， 包括Walter Nelles和Walter Pollak，他们认为，实现变革的最好方式是向最高法院提起诉讼。 然而这两个群体并肩作战，并且同样遵守权利法案和美国宪法。
1920年代，美国公民自由联盟主要关注的各方面的言论自由，特别是有关于工人运动的言论。由于美国公民自由联盟大多努力致力于工人运动，其本身会受到保守派的巨大攻击，如美国退伍军人协会、全国公民联合会、工业防御协会和盟军的爱国社团。
除了劳动，美国公民自由联盟也在非劳动领域中付出努力，例如在公立学校推动言论自由。1921年，在纽约的公立学校中，美国公民自由联盟本身是不允许被谈论的。美国公民自由联盟与全国有色人种协进会合作，一起帮助解决种族歧视的案件。美国公民自由联盟无论是否得到支持，都会保护言论自由。例如包括反动分子、天主教堂、反三K党都是美国公民自由联盟经常要瞄准的对象，但是美国公民自由联盟在1923维护了三K党组织会议的权利。然而，在1920年代，也有一些美国公民自由联盟并没有去致力维护的公民权利，这其中包括艺术作品的审查制度、政府的审查和扣押制度、隐私权和窃听问题等。
美国共产党是经常受政府机构骚扰和压迫的对象，因此它也成为了美国公民自由联盟的最重要客户之一。共产党经常会采取很有侵略性的策略，会经常做出不合法或不道德的行为，这导致了共产党和美国公民自由联盟间的频繁冲突。共产党的领导者经常会攻击美国公民自由联盟，特别是当后者在维护保守党的言论自由权的时候。事实上，他们两者之间这种复杂的关系一直持续了数十年。

### 斯科普斯审判案
1925年之前，也就是美国公民自由联盟成立后的第五年，其自身的努力并没有什么明显的成就。但是在1925年，改变发生了，美国公民自由联盟说服了John T. Scopes John T. Scopes 在法院上公然反抗田纳西州的反进化论法规。美国公民自由联盟全国委员会的成员Clarence Darrow领导了斯科普斯的法律团队。William Jennings Bryan起诉认为圣经应该在教授神创论是被逐字解读。然而美国公民自由联盟败诉了，并且斯科普斯也被罚款$100。 但后来，田纳西州的最高法院支持了法律但推翻了之前的一个关于技术性的定罪。
斯科普斯审判案标志着美国公民自由联盟在公共关系处理上的成功。从此，美国公民自由联盟在美洲家喻户晓，并且得到了一个美国主流报纸的支持和认可。 美国公民自由联盟一直持续争取在学习里将教会和国家分离，包括1982年的McLean v. Arkansas 案和2005年的Kitzmiller v. Dover Area School District案。
Baldwin自己在20世纪20年代，也就是在他因涉嫌在新泽西的一个磨工工会上发表演讲之后，参与了一个关于争取言论自由的成功案例。虽然该成果仅被限制在新泽西州内，但在1928年的上述表明宪法保证的言论自由必须要给予自由和全面的建设，它标志着民权运动中的一个重要的转折点，显示出了司法时将更关注公民权利的这一转变。
美国公民自由联盟中最重要的一个案子是在20世纪20年代，Gitlow v. New York,。案子是关于Benjamin Gitlow 涉嫌违反国家法律煽动无政府状态，并传发传单宣传共产主义。虽然最高法院并没有推翻Gitlow的定罪，但却接受了美国公民自由联盟关于第一修正案自由应用到国家法律，以及联邦法律的言论的立场（后来被称为纳入学说）。

### 首胜
美国公民自由联盟在促进公民自由权时对战术产生了分歧。Felix Frankfurter 认为立法是最好的长期解决方案，因为最高法院不能（在他看来，也不应该）强制建立自由主义的人权法案。但 Walter Pollack, Morris Ernst, and other leaders 认为最高法院的判决是保障公民自由的最佳路径。在1920年代，一系列最高法院的判决预言了国家气氛的转变：抗击激进分子的情绪越来越暗淡，人们越来越愿意通过法院判决，以保护自由言论和集会。

### 言论自由

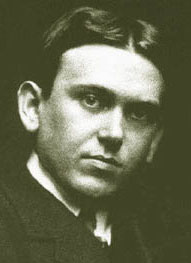
ACLU在H·L·孟肯因发表被禁文献被捕时成功为其辩护。

在20世纪早期的审查制度是司空见惯。国家法律和城市法令经常将非法言论视为淫秽或进攻,禁止促进了工会或工会组织的会议或文学。从1926年开始，美国公民自由联盟开始扩大其自由演讲活动的范围，包括艺术和文学的审查。在这一年，, H·L·孟肯故意违反了波士顿法律，派发他被禁止的美国水星杂志；美国公民自由联盟为他辩护，并赢得无罪释放。 美国公民自由联盟还继续赢得了很多胜利，包括1933年的具有里程碑意义的 United States v. One Book Called Ulysses 案件，该案件撤消了海关总署对James Joyce的一本书《Ulysses》的禁止。早些年，美国公民自由联盟只取得了一些混乱的成功，但到了1966年最高法院终于澄清在Roth v. United States 和 Memoirs v. Massachusetts案中的淫秽法律。
康斯托克法禁止散布性教育信息，认为这是淫亵及导致滥交的行为。1928年Mary Ware Dennett 因分发了一本包含性教育材料的小册子而被罚款$300 。美国公民自由联盟在莫里斯·恩斯特领导下，呼吁她的信念，并赢得了逆转，其中Learned Hand法官裁定，这本小册子的主要目的是“增进了解”。
这些成功促使美国公民自由联盟扩大他们为自由言论的努力范围，超出劳动和政治言论，还增加了电影，报刊，广播和文献的方面。 1931年，美国公民自由联盟成了免予审查的国家委员会来协调这方面的工作。20世纪30年代初，在美国的审查变得越来越少。
20世纪30年代，美国公民自由联盟的两个主要的胜利巩固了其推动自由言论的进程。1931年，在 Stromberg v. California, 最高法院支持美国公民自由联盟，肯定共产党员的权利。这个结果是最高法院第一次在国家宪法第一修正案的要求下使用第14修正案的正当程序条款。也是在1931年，在Near v. Minnesota, 最高法院裁定，各州不应该仅仅因为涉嫌破坏声誉而禁止报纸的出版。

## 1930年代
1930年代后期美国的政策变得更加宽容。国家领导人也对其称赞，特别是因为它保护了少数民族人权法案，即民主的本质。1939年最高法院决定在 Hague v. Committee for Industrial Organization 肯定共产党员的权利，以促进他们的事业。即便是保守的分子，如美国律师协会，虽然被长期认为是左倾组织，也开始为公民自由征战。到1940年，美国公民自由联盟已经取得了很多设立于1920年的目标，且其许多政策也成为当地法律。

### 扩张
在1929年，在斯科普斯和丹尼特的胜利后，In 1929, after the Scopes and Dennett victories, Baldwin 感觉到在美国存在着巨大的但尚未开发的对于公民自由的支持。Baldwin提出了一个为美国公民自由联盟的扩张的计划，主要关注警察的暴行、美国原住民权利、非洲裔美国人的权利、对艺术的审查以及国际公民的自由。 董事会支持了Baldwin的扩张计划，但不包括国际层面的内容。
1932年，美国公民自由联盟在通过“诺里斯-拉瓜迪亚法案”时发挥了重大的作用，该法案禁止雇主阻止员工加入工会，并停止对受法律保护的罢工，工会和劳动组织活动的禁令。在赫伯特·胡佛的威克沙姆委员会的主持下，美国公民自由联盟也在一个全国性的减少警察部门不当行为（如虚假逼供）的案件中扮演了关键性的角色，其在1931年发布了报告“无法无天执法”。1934年，美国公民自由联盟游说印第安人的重组法案，恢复了一些美洲土著部落的自主权，并建立了美国本土儿童绑架处罚的消失。
尽管美国公民自由联盟延迟了对促进非裔美国人公民自由的诉讼，其确实完成了具有教育意义的工作，并且在1931年出版了一份关于司法系统中，在南方种族主义下，黑人法官缺乏表决权、被隔离并受到歧视的报告。在加兰基金的资助下，美国公民自由联盟也会参与发表具有影响力的 Margold Report, 后者概述了争取黑人民权的策略。美国公民自由联盟的计划是证明南方的“隔离但平等”的歧视政策是非法的，因为事实上黑人从来没有被一视同仁。

### 大萧条时代和新政
1932年，也就是美国公民自由联盟成立的12年后，它已经取得了显著成效：最高法院已经接受了由美国公民自由联盟拥护的言论自由原则，广大公众也越来越支持公民权利。但是，大萧条给公民自由带来了新的攻击：1930年关于自由自由的起诉数量大量增加，私刑的数量增也加了一倍，并且在费城所有失业人员的集会都遭到禁止。
然而，富兰克林·罗斯福政府提出新政。美国公民自由联盟领导人关于新政的意见不一，因为许多人认为，它代表政府增加干预个人事务，并且国家复兴管理局暂停了反垄断法规。罗斯福本人并不对民事权利感兴趣，但任命了许多关于公民自由的关键职位，包括内政部长哈罗德·伊克斯，他是美国公民自由联盟的成员。
新政的领导人与美国公民自由联盟关于经济政策的目标往往一致，但却不同于社会的目标。特别的，电影是受当地法令禁止的，它被视为不道德或淫秽的。即使是描绘怀孕和生育健康的电影也是被禁止的；就像在1938年的4月11日，《Life》杂志因包含生育过程的图片而被起诉。美国公民自由联盟也反抗了这些禁令，但没有获胜。
在20世纪30年代，天主教会取得越来越大的政治影响力，并利用其影响力，推动电影的审查，并劝阻出版节育信息。美国公民自由联盟和天主教会之间的这种冲突导致在1934年最后的天主教神父从美国公民自由联盟的领导层中辞职；直到20世纪70年代，那里不会再有一位天主教神父被代表。
美国公民自由联盟并没有在总统富兰克林·德拉诺·罗斯福1937年的法院包装计划中采取任何官方立场，该计划是要增加最高法院法官的数目，除非最高法院扭转其立场，并开始批准新政立法。最高法院最终做出了重大的政策转变，不再用严格的宪法限制政府计划，并开始更加积极地保护公民的自由。
第一个标志着法院新方向的决策是De Jonge v. Oregon, 在那里共产主义劳动组织者会因组织讨论工会的会议而被逮捕。美国公民自由联盟的律师 Osmond Fraenkel, 与国际劳动节保护协会合作，在1937年保护了De Jonge，并使最高法院裁定，“和平的集会和合法的讨论可以不被认为是一种犯罪。”  "德容的案件，标志着一个持续了十几年的时代的开始，在这期间，罗斯福任命的人（雨果·布莱克，威廉·道格拉斯和弗兰克·墨菲领导）设立一个公民自由的法律。 1938年， Harlan F. Stone 大法官在 United States v. Carolene Products Co.中写下了著名的“脚注四”，他建议从今以后，妨碍公民自由的国家的法律需要更明显的证据。
1935年，参议员罗伯特·费迪南德·瓦格纳提出了国家劳资关系法案，允许工人组织工会。具有讽刺意味的是，美国公民自由联盟，经过15年的争取工人的权利，最初反对这样的行为（它后来没有采取任何立场的立法），因为一些美国公民自由联盟领导人担心该法案会给政府增加权利。新成立的国家劳工关系委员会（NLRB）使美国公民自由联盟陷入了一个两难境地，因为在1937年，该委员会对亨利·福特发出了一项指令，禁止福特传播反工会文字。部分美国公民自由联盟的领导站在了劳动者那一边，而这一部分支持了国家劳工关系委员会的行动。但是，另一部分美国公民自由联盟的成员支持福特的自由言论权利。美国公民自由联盟领导人阿瑟·加菲尔德海斯提出一个妥协（支持汽車工人工会，但也赞同福特发表个人意见的权利），但继续分裂会产生更深的鸿沟，在今后的岁月里将更加突出。
美国公民自由联盟对国家劳工关系委员会的支持是其的一个重大进展，因为它标志着它首次接受了一个可能是负责维护公民自由的政府机构。直到1937年，美国公民自由联盟觉得，公民权利最好由公民和私营机构所坚持。
在美国公民自由联盟出现了一些新的派别。在1930年代后期，一些地方分支机构提出了他们的重点转移，从保证公民自由的上诉转变为建设法律援助社会，并集中在低收入街区的店面办事处。美国公民自由联盟董事拒绝了这一提议。其他美国公民自由联盟的成员希望美国公民自由联盟的焦点转移到政治舞台上，他们更愿意为了与政客达成交易而妥协自己的理想。这一举措也被美国公民自由联盟的领导拒绝了。

### 耶和华见证人
美国公民自由联盟对于被告的不受欢迎、有时也有些极端的观点已产生许多里程碑意义的法院案件，并建立了新的公民自由。其中一个被告是耶和华见证会的人，他参与了大量的最高法院的案件。美国公民自由联盟支持的案件包括Lovell v. Griffin (推翻了一个规定在发布任何形式的“文学”之前需要获得许可证的城市条例。)； Martin v. Struthers (推翻了禁止逐户上门拉票的规定) ；还有 Cantwell v. Connecticut (扭转了关于在街角朗诵攻击性的演讲的信念) 。
最重要的案件涉及到向国旗致敬的法令。耶和华见证人认为，行国旗礼是违背其宗教信仰的。在1938年，有两个儿童因没有向国旗敬礼而被判罪。美国公民自由联盟支持他们，并向最高法院提出上诉，但在1940年，法院坚持了判罚。然而三年后，在 West Virginia State Board of Education v. Barnette，最高法院推翻了自己，并写道：“如果在我们的宪法星座中有任何固定的明星，那就是没有官方的，高贵或低贱的，可以规定什么是正统的政治，民族，宗教或其他事项的意见或武力市民承认言语或行动当中他们的信仰。” 为了强调其决定，最高法院在国旗日宣布了这个决定。

### 共产主义和极权主义
在二战期间，极权主义在德国、俄罗斯和意大利的崛起对公民自由运动有巨大影响。一方面，压迫的极权主义国家在美国掀起了争取言论与结社自由的运动；另一方面，他们在美国促使了一个反共和运动，侵蚀了许多公民的自由。
美国公民自由联盟在是否保护亲纳粹在美国演讲上发生了分歧：美国公民自由联盟中的职业劳动者仇视纳粹主义和法西斯主义，反对美国公民自由联盟保护纳粹。几个州通过了禁止针对民族仇恨言论的法律。第一个因反对言论法律在1935年新泽西被捕的人是一个耶和华见证会的人，他被指控反天主教文学传播。美国公民自由联盟为他辩护并成功撤销了指控，捍卫了纳粹徒们言论自由和结社自由的权利。

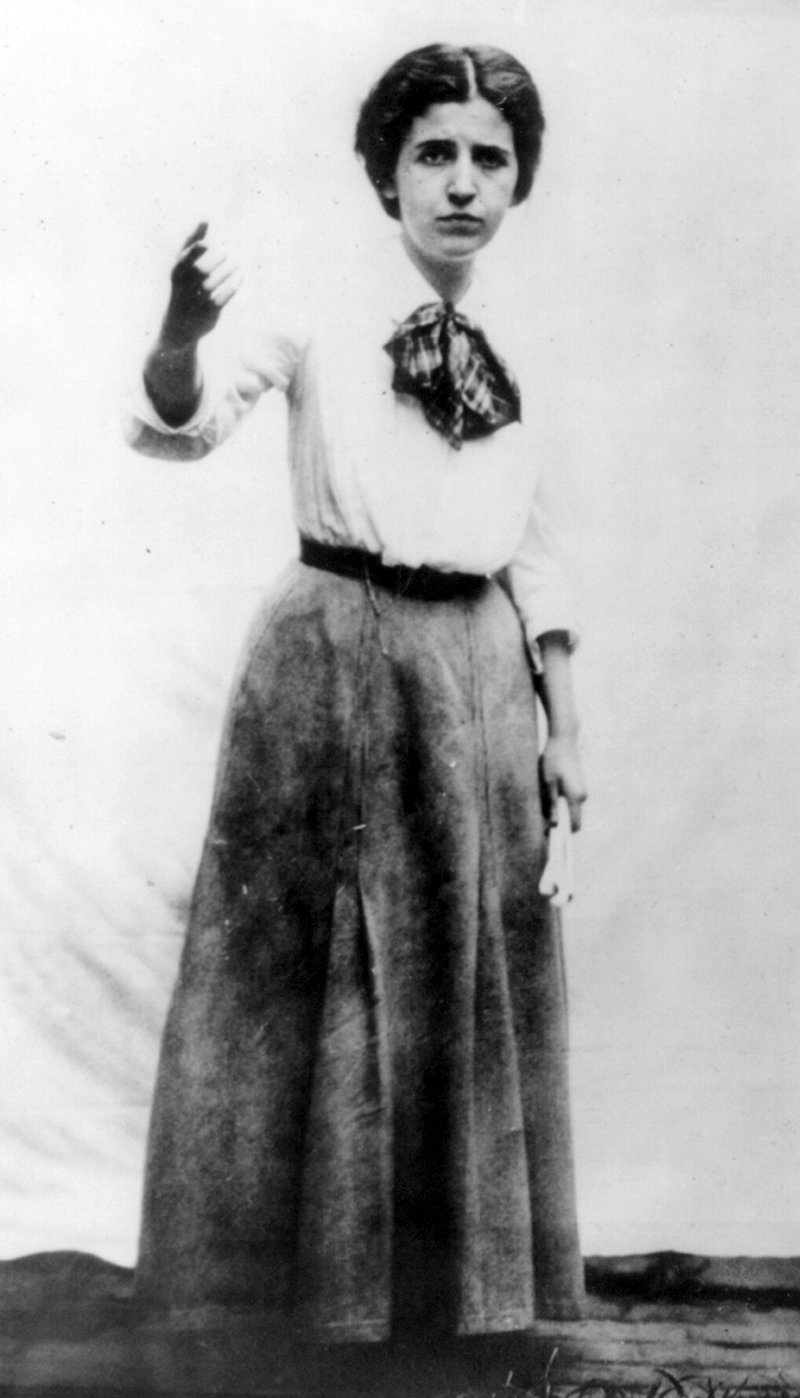
Elizabeth Flynn因左翼言论在1940年被投票逐出ACLU董事会，但死后于1970年被复职。

在20世纪30年代后期，美国公民自由联盟与一个由美国共产党发起的协调自由组织-Popular Front结成了联盟。美国公民自由联盟因此受益，因为与Popular Front的联盟使得他们能比纽约的美国公民自由联盟更有效地经常打击当地的民权斗争。与共产党的联合使美国公民自由联盟成为了一个“共产主义阵线”；特别地，Harry F.Ward还同时兼任美国公民自由联盟的主席和美国反战和反法西斯联盟的主席。
众议院非美活动调查委员会创立于1938年，目的是揭露在美国煽动叛乱和叛国罪。目击证人在作证时提到，美国公民自由联盟被提到几次，这导致在众议院非美活动调查委员会1939年的报告中多次提到了美国公民自由联盟。这件事严重地影响了美国公民自由联盟的声誉，即使在报告中声明“并没有明确地证据证明美国公民自由联盟是一个共产主义组织”。
当美国公民自由联盟迅速保护自己，声明反对自己是共产党的指控，它同样致力于保护目击证人被众议院非美活动调查委员会骚扰。1940年，美国公民自由联盟是为数不多的组织反对（未成功地）通过史密斯法案，该方案将使许多支持共产主义的人入狱。美国公民自由联盟保护了许多因史密斯法案而被起诉的人，包括工人领袖Harry Bridges。
美国公民自由联盟的领导是分歧在于是否清除其领导的共产党人。诺曼·托马斯，约翰·海恩斯·福尔摩斯和莫里斯·恩斯特是美国公民中的反共产主义者；反对他们的有Harry Ward, Corliss Lamont and 伊丽莎白·弗林，他们拒绝任何对美国公民自由联盟领导层的政治测试。1939年，开始一场艰苦的斗争，随后在1940年2月反共主义盛行，当董事会投票决定禁止任何人支持从美国公民自由联盟的领导角色的极权主义。这时，主席Harry Ward 立即辞职了，而在长达6小时的激烈辩论后，一个传奇人物伊丽莎白·弗林也被踢出了美国公民自由联盟1940年的事件对于美国公民自由联盟来说是一个灾难，很多事情都违背了其当初的原则。这场灾难在1968年才结束，而弗林也在死后1970年恢复了美国公民自由联盟的成员身份。

## 二十世纪中叶

### 第二次世界大战
当二战席卷而来之时，美国人权法案被奉为神圣的文件，许多组织保护公民的自由。芝加哥和纽约宣布“公民权利”周，富兰克林·德拉诺·罗斯福总统宣布了一个国家的人权法案日。埃莉诺·罗斯福在1939年的美国公民自由联盟公约做了主旨发言。尽管这个新发现十分尊重公民的权利，美国人仍变得坚决反共，并认为，从美国社会排除共产党人是一个维护民主必不可少的步骤。

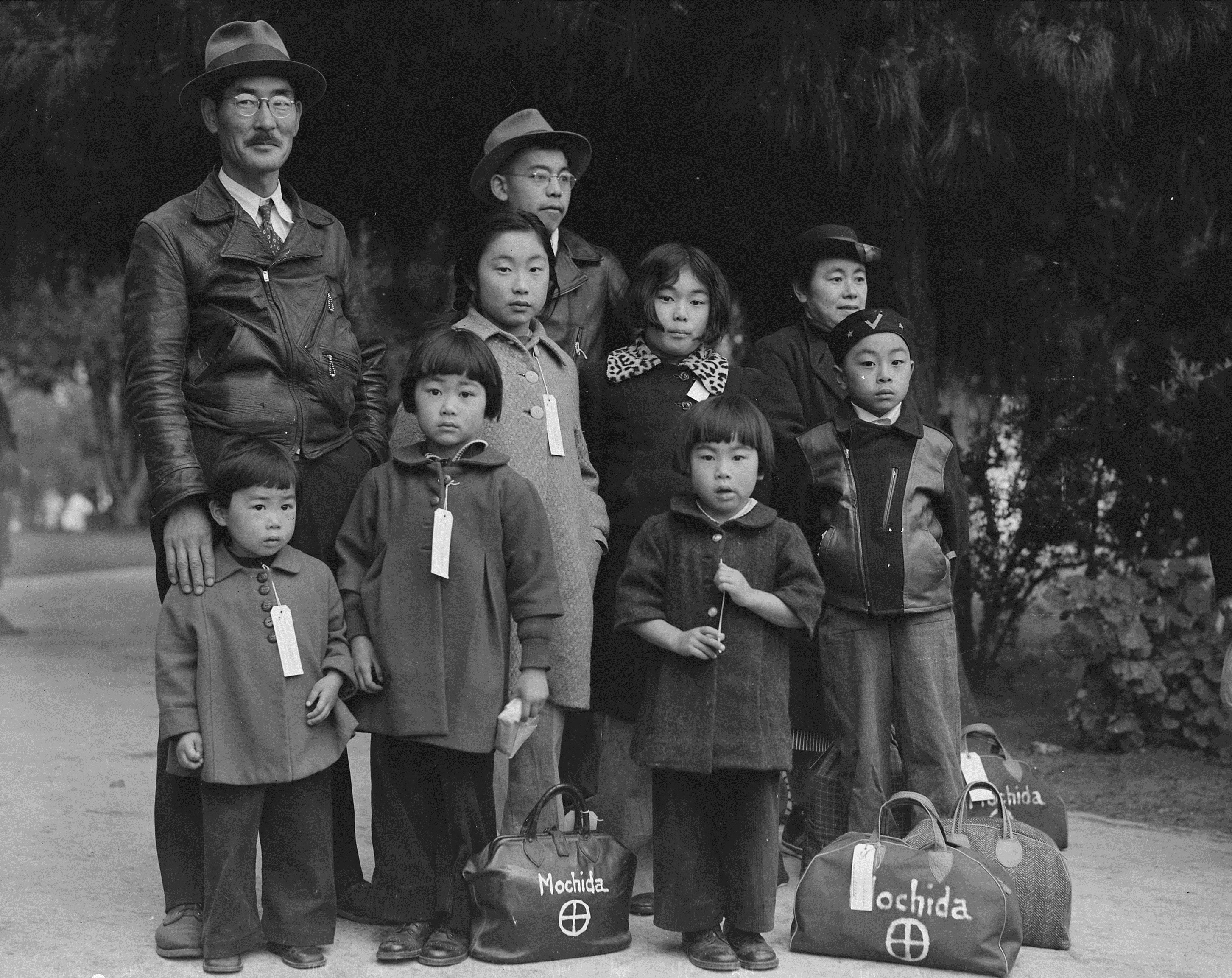
当美国执行日裔美国人囚禁时，ACLU成功地维护了祖先为日本人的美国公民，例如持田家族。

相比于第一次世界大战，在第二次世界大战期间，公民自由很少被侵犯。罗斯福总统是公民自由的坚定支持者，但更重要的是，很少有反对战争的活动家。在二战期间最重要的公民权利问题是拘禁日裔美国人。日本偷袭珍珠港后二个月，罗斯福授权将所有日裔美国人拘留在拘留营内。不仅包括日本公民，也席卷了日本血统的美国公民。 ACLU立即对罗斯福提出抗议，并将之比作纳粹集中营。当然，不是所有的美国公民自由联盟领导人都想捍卫日裔美国人。罗斯福的忠臣如莫里斯·恩斯特想支持罗斯福为战争做的努力，但如鲍德温和诺曼·托马斯的和平主义者认为，日裔美国人在被囚禁前，需要有正当程序的个人听证会。美国公民自由联盟是唯一反对拘禁计划的组织，他们的立场是非常不受欢迎的。 ACL的律师AL Wirin失去了私人客户，因为他站在了保护日裔美国人的立场。
ACLU想把一个案例告上法庭，但他们很难发现一位违反该拘留命令的日裔美国人：12万日裔美国人受该命令影响，但最终只有12人违抗；这其中的四个案件最终被上诉到最高法院审理。ACLU成功申诉了其中两个。在1943年初，在平林的最高法院，ACLU支持美国政府的决策，拘留日裔美国人。在1944年年底，ACLU也支持政府的决策让日裔美国人重迁，后来在20世纪80年代他们不再支持。
尽管ACLU保护日裔美国人，但是他们不愿保护反战抗议者。在1942年，董事会的多数通过一项决议，宣布ACLU不愿意保护任何干扰到美国为战争做出的努力的人。
当1945年战争结束时，美国公民自由联盟已经25岁了，已经积累了很多合法的胜利经验。杜鲁门总统在其25周年之际发来贺电。自第一次世界大战以来，美国人对此的态度已经改变，少数民族逐渐受到尊重，少数人的权利也得到了普遍的拥护。在其1945年年度会议期间，美国公民自由联盟领导人讨论出了一个集中了重要民事权利问题的列表，列表中包含了种族歧视以及教会与国家的分离。
ACLU支持非洲裔美国人被告雪莱状告克雷默，起因是当他们试图使用他们购买的房子时，发现在附近有种族限制房屋契约导致他们不能使用，在1945年他们最终赢得了这场官司。

### 冷战时期
在冷战期间，反共产主义情绪笼罩着美国。于1946年开始。联邦的调查导致很多与共产主义或左倾的有关系的人失去了他们的工作，或是被列入黑名单，或是入狱。在冷战期间，美国虽然忽略了共产党人的公民权利，但其他公民自由，如在法律上和政教分离上的进步，继续得到加强甚至扩大。
ACLU在1940年清除领导层的共产党人是分裂，并一直在1940年代末犹豫是否保护被指控的的共产党人。一些ACLU领导人是反共分子，认为ACLU不该保护任何这些被指控的共产党人。另外一些ACLU领导人认为，共产党人享有言论自由权，ACLU应该保护他们。ACLU的其他领导人不确定共产党人所构成的威胁，并试图建立一个在两个极端之间的妥协。这种矛盾的状况将持续到1954年，倡导公民自由的一派占上风时，大部分的反共产主义的领导人辞职。
1947年，杜鲁门总统颁布行政命令9835，创建了联邦的忠诚度计划。这个计划授权总检察长创建一份列举危害政权的组织的名单。与这些组织有关系的所有人都被禁止雇佣。上述组织均不知道自己在名单上，也就无从申辩，政府也没有公开任何将它们列入名单的事实根据。虽然ACLU的领导在是否挑战联邦忠诚度计划产生分歧，一些挑战还是成功了。
此外，在1947年，众议院非美活动调查委员会（HUAC）传唤十位好莱坞的导演和编剧，人称“the Hollywood ten”，打算让他们识别共产党人，但证人拒绝作证。所有这些人都被以蔑视国会的罪名囚禁。ACLU呼吁支持一些艺术家的呼吁，但没有什么号召力。好莱坞在HUAC听证会后感到慌张，建立了一个黑名单，禁止任何与左派有关系的人工作。 ACLU的支持从法律上挑战这份黑名单，但这些挑战均失败了。ACLU在的教育上的努力更为成功：1952年的报告《法官与被审判者》是为ACLU为一位被列入黑名单的女演员Jean Muir准备，它描述这份黑名单背后的不公平和不道德行为，帮助逐渐引导公众舆论反对麦卡锡主义。
但ACLU没有支持Eugene Dennis和其他美国共产党领导人，他们和他们的律师最后都入狱了。

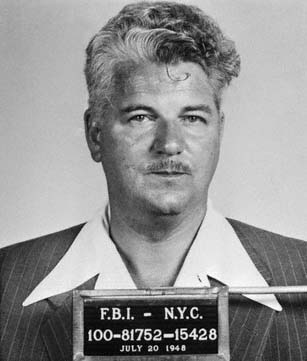
ACLU选择不支持Eugene Dennis和其他美国共产党的领导者，他们和其辩护律师都被囚禁。

联邦政府在1948年直接指向美国共产党，在Foley Square Trial 中起诉其12个领袖。这件案子将是否是一个极权主义政党的成员作为得出他们提倡推翻美国政府这一结论的根据。 ACLU选择不代表任何被告，最终他们都被认定有罪并且处以三到五年有期徒刑。他们的辩护律师均被认为蔑视法庭，被投入监狱并取消律师资格。当政府起诉其他的党员时，被告人们甚至找不到辩护律师。共产党人在法庭外抗议，并在国会提出一项禁止非法纠察的提案，ACLU支持反纠察法律。
ACLU，由于内在的变化，在他们的上诉过程中支持党的领导人。最高法院通过将对言论自由的要求从“清晰且危险的”软化为“沉重且可能存在的”坚持“丹尼斯诉美国”案中的有罪判定。ACLU发表了一份公开谴责丹尼斯案的声明，并准备与之斗争。最高法院支持冷战立法的原因之一是1949年最高法院法官弗兰克·墨菲和威利·拉特利奇的死亡，留下雨果·布莱克和威廉·道格拉斯作为法庭上唯一剩下的公民自由派人士。
丹尼斯案为起诉数以百计的共产党员铺平了道路。 ACLU在许多共产党人的上诉中支持他们（虽然大部分的倡议起源于地方的ACLU分支机构，而不是全国总部），但大多数定罪被坚持。两个加州的分支机构，尤其觉得国家ACLU总部没有足够强烈支持民间自由，他们比全国总部发起了更多的冷战案件。
ACLU也挑战了许多全国各地的宣誓效忠要求，但法院坚持最宣誓效忠法律。加州ACLU支部成功地挑战了加利福尼亚州宣誓效忠。直到1957年，最高法院仍坚持几乎所有的限制共产党人自由的法律。
ACLU的，即使它在冷战期间在保护共产党人方面退缩了，仍作为共产主义的“前线”受到严厉批评。批评者包括美国退伍军人协会，参议员约瑟夫·麦卡锡，HUAC和联邦调查局。一些ACLU领导人向联邦调查局表示同情，因此，ACLU很少在冷战期间调查针对许多联邦调查局的滥用权力的投诉。

### 组织变革
在1950年，美国公民自由联盟董事会要求执行主任鲍德温辞职，感觉他缺乏组织能力来带领9,000人（并且不断增长）的成员组织。鲍德温反对，但大多数董事会选举罢免他的位置，接替他的是帕特里克·墨菲马林。在马林的带领下，1955年时会员人数已经翻三番至30,000人，创造了一个长达24年之久的会员人数持续增长，导致在1974年时已有275,000名成员。马林还主持了当地的美国公民自由联盟的扩张分支机构。
被几十名纽约精英管理的ACLU，在20世纪50年代变得更加民主。 1951年，美国公民自由联盟修改其章程，允许当地的分支机构直接参与投票ACLU决策。对全体会员开放的会议，也在同年开始一年进行两次，并在以后的几十年中，它成为了一个为那些活动家们开设的讲坛，他们开展了美国公民自由联盟的新方向，包括堕胎权，死刑，和穷人的权利。

### 麦卡锡主义时代

在20世纪50年代，美国公民自由联盟选择了不支持保罗罗伯逊和其他左派被告的决定，而这个决定在未来注定会受到批评和指责。

1950年代初，美国公民自由联盟继续引导一个中等当然通过冷战。当左派歌手保罗·罗伯逊在1950年的护照被剥夺了，尽管他不是共产主义，也不是被指控有任何非法行为，美国公民自由联盟还是选择不捍卫他。 ACLU后来改变了自己的立场，在威廉·沃西和罗克韦尔肯特的护照被没收的情况下支持了他们，这导致在20世纪50年代中后期的法律胜利。
为了应对共产主义的政治迫害，许多证人和员工选择使用第五修正案的保护，反对自证其罪，以避免泄露关于他们政治信仰的信息。作为回应，政府机构和私人组织建立政策推测卷入第五修正案的人谁是共产党党员。 ACLU被划分为是否捍卫只是因为第五修正案而被解雇的员工，但在纽约的联盟成功地协助老师哈利在他的最高法院扭转了他的困境。
在1954年，第五项修订问题成为一个分水岭事件，最终通过将ACLU的反共领导层取代导致了ACLU内部矛盾的激化。 1953年，由诺曼·托马斯和詹姆斯飞领导的反共人士，提出了一套新的关于推断和第五修正案有关的人是否有罪的决议。这是第一个属于美国公民自由联盟的新的组织规则的，允许本地的分支机构参加表决的决议；分支机构以多数票否决了全国机构，并拒绝反共决议。反共领袖们拒绝承认投票结果，并且将此议题在1954年双年度会议再次讨论。北卡罗来纳大学的校长，美国公民自由联盟的成员，弗兰克·格雷厄姆用一反对反共提议的提议攻击反共人士，其中指出，美国公民自由联盟“站在反对协会犯下的罪过，因谴责做出的判决，对个人意见和信念隐私的侵犯，和持不同政见者的异议的立场。”反共人士继续反驳格雷厄姆的建议，但对于显得分支机构寡不敌众。反共人士终于放弃了，并在1954年末和1955年离开董事会，结束了ACLU领导行列内长达8年的矛盾。此后，ACLU以更坚定的信心继续进行着对反共立法的抗议。从1940年的决议（清除伊丽莎白·弗林），到1954年很多反共领袖辞职这一期间被许多人认为是ACLU放弃其核心原则的一个时代。
电视记者爱德华·默罗和其他公开严厉谴责麦卡锡之后，麦卡锡在1954年年底离任。在冷战时期所产生的权利法案带来的争论迎来了一个新时代的美国公民自由。 1954年，最高法院在“布朗诉教育委员会案”一致推翻了国家认可的学校隔离，此后如潮的民权运动的胜利主宰了法律环境。
最高法院在1957年为ACLU的获得了两个关键胜利，在Watkins诉美国和耶茨诉美国两案中，这两种都破坏了“史密斯法案”，标志着结束共产党员查询的结束。最高法院在1965年，出台了一些决定，包括“拉蒙特诉邮政大臣案”（原告科利斯·拉蒙特，前美国公民自由联盟的董事会成员），支持了第五修正案的保护并对政治活动的限制带来了终结。

## 1960年代
ACLU最为成功的时期是在1954年至1964年。会員从30,000人上涨至80,000人，在1965年於17个州有分部。1964年，ACLU在科罗拉多州的双年会上，最高法院发布了八例ACLU参与案件的裁定，ACLU在其中的7个案件中獲得胜诉。ACLU促使最高法院决定减少对文学和艺术的审查，保护结社自由，禁止种族隔离，将宗教从公立学校中分离，并为犯罪嫌疑人提供正当程序的保护。ACLU成功改变公众的态度，使美国民众变得更有教养和宽容，以及更有意願接受非正统行为。

### 政教分离

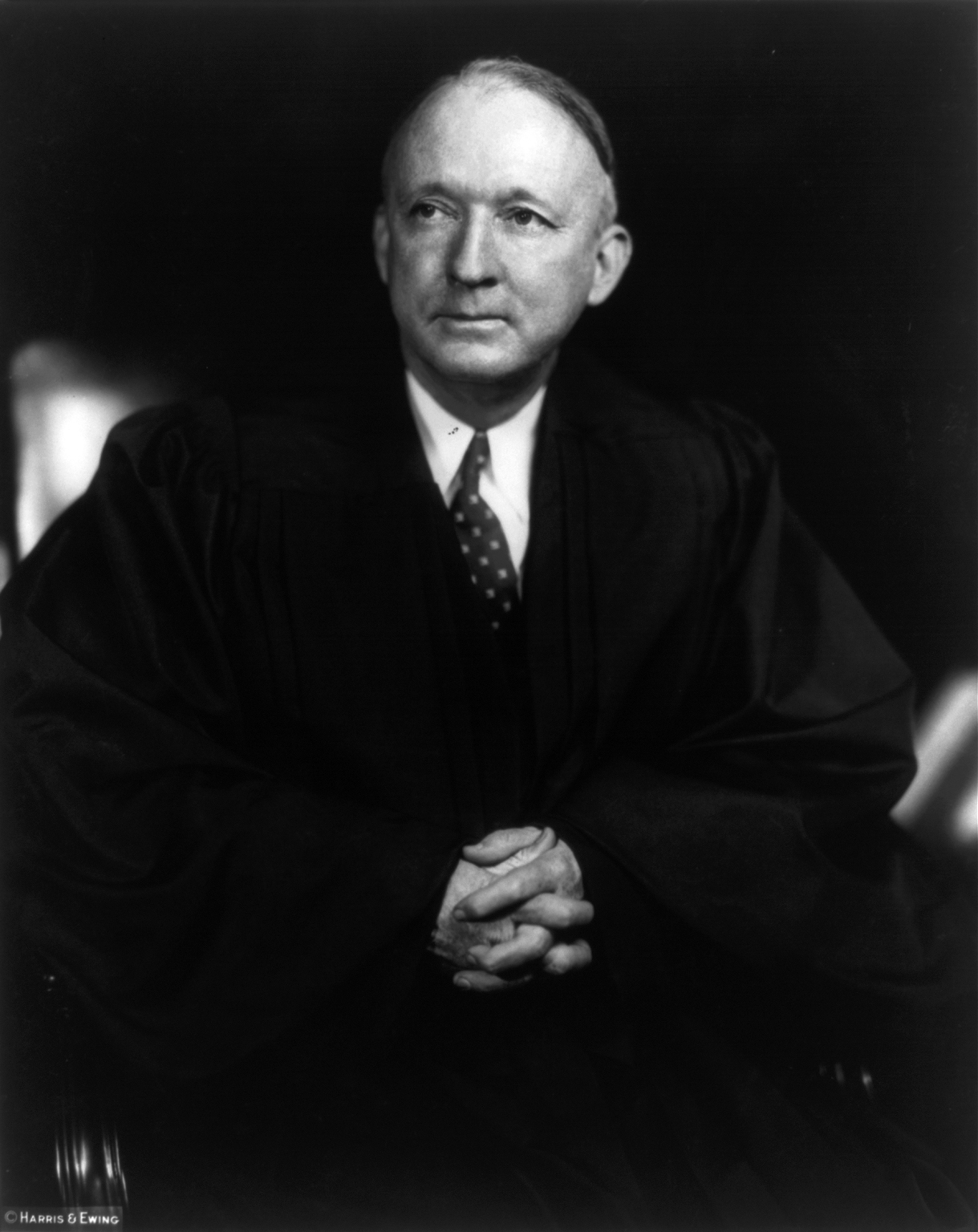
最高法院大法官雨果·布莱克赞同ACLU在政教分离的角色。

有关政教分离的法律之争可追溯至1938年出台的学校需进行宗教教育，或国家资助宗教学校的法律。天主教教会是该法律的主要支持者和ACLU、AUSCS（美国政教分离联合会）和美国犹太人议会的主要对手。ACLU领导挑战1947年的“埃弗森诉教育委员会案”，雨果·布莱克大法官写道“第一修正案在教会与国家之间筑起了一道墙....，那堵墙必须保持固若金汤。” 权利法案是否禁止州政府支持宗教教育目前尚不清楚，但宗教支持者进行了强有力的法律论证，认为最高法院不应该作为“全国学校董事会”，宪法不治理社会问题。然而ACLU和其他政教分离的提倡者说服法院宣布该行为违宪。历史学家塞缪尔·沃克写道，ACLU对美国人生活影响最大的是其说服最高法院将某事“宪法化”，让不少公民争议。
1948年，ACLU在“麦科勒姆诉教育委员会”案中胜诉了，该案件挑战由私人资金资助神职人员任教公立学校的宗教课行为。ACLU也赢得了挑战在新墨西哥州的由神职人员任教的并在教室里悬挂十字架的学校。1960年代，ACLU响应其成员的呼声，将注意力转向班级内的宗教宣传。1960年，42％的美国学校有《圣经》阅读内容。在1962年，ACLU公布声明谴责校内祷告，观察宗教节日以及阅读《圣经》。最高法院同意了ACLU的意见，在1962年“恩格尔诉维塔勒”案中决定禁止纽约公立學校的校内祷告。全国各地的宗教派系强烈反对反祷告决议，并支持将校内祷告立法的《校内祷告宪法修正案》。ACLU努力参与游说反对该修正案，最终1966年国会表决中该修正案未能获得所需的三分之二多数票。
然而，并不是所有的情况下ACLU都胜利。ACLU在1949年和1961年挑战国家要求商业企业在星期日和基督教的安息日关闭的法律失败了。最高法院从来没有推翻这样的法律，虽然一些州在商业利益的压力下撤消了该法律。

### 言论自由
在1940年代和50年代期间，ACLU继续对艺术和文学审查的斗争。1948年，在纽约的ACLU支部从最高法院接受了胜败参半的结果，赢得了被定罪为没有警察允许就发言的卡尔·雅各库斯的辩护，但输掉了以破坏和平为名的被逮捕的欧文费纳的辩护，费纳在宣言中谴责杜鲁门总统和美国退伍军人协会，ACLU败诉，包括因散发非裔美国人性格的文学作品而被捕的Joseph Beahharnais案。
美国各地的城市经常禁止电影，因为它们被认为是“有害的”，“进攻性的”，或“不道德”的 - 1915年Mutual诉俄亥俄案中最高法院认定电影仅仅是商品，不配第一修正案的保护，在此基础上电影审查制度被建立。电影《奇迹》于1951年在纽约被天主教会禁止，但ACLU支持这部电影的发行商对禁令提出上诉，并在1952年约瑟夫伯斯泰公司诉威尔逊案中赢得了重大胜利。1950年代，天主教会努力试图说服当地检察官禁止各种书籍和电影，导致与ACLU冲突，ACLU发表声明谴责教会的手段。ACLU进一步采取法律行动保护电影，如电影《M》和《拉龙德》站在了废除电影审查的前线。好莱坞继续按照《生产守则》进行自我审查，但在1956年，ACLU呼吁好莱坞取消守则。
ACLU辩护“垮掉的一代”的艺术家，包括因长诗“嚎叫”被起诉的艾伦·金斯伯格。在非正统情况下，ACLU帮助恢复食肆牌照被吊销的咖啡馆，该咖啡馆因为其客户涉嫌扰乱居民区治安。
1957年，ACLU输掉了了一个重要的出版审查案件，最高法院维持了对出版商塞缪尔·罗斯散播淫秽出版物的裁定。1953年末，像Tropic of Cancer和From Here to Eternity这样的书依然被禁。但在20世纪60年代，公共标准很快变得更为宽松，由于“淫秽”实在难以界定，1971年之前对“淫秽”等的指控已经停止。

### 种族歧视
第二次世界大战后公民自由进步的一个主要方面是联邦，州和地方政府取消延续数世纪的种族主义 – 这项努力一般被称为民权运动。包括国家促进有色人种（NAACP），ACLU和美国犹太议会，全国有色人种协进会的一些公民自由组织进行了合作。全国有色人种协进会主要负责最高法院案件（往往由全国有色人种协进会的律师瑟古德·马歇尔领导），ACLU专注于警察不当行为，并以“法庭之友”陈述支持全国有色人种协进会。全国有色人种协进会于1950年取得了一场关键的胜利，它在“亨德森诉美国案”中结束了州际公共汽车和铁路运输的分隔状态。
1954年，ACLU在“布朗诉教育委员会案”中起草了法庭之友摘要，使得美国公立学校中的种族隔离状况被禁止。南方各州制定了麦卡锡主义风格的针对全国有色人种协进会的猎巫活动，试图诱使其公开成员名单。 ACLU的反对种族主义的斗争不仅限于种族隔离;在1964年，ACLU在“雷诺兹诉西姆斯”案中对原告，主要是低收入的城镇居民，提供了关键支持，要求国家设立“一人一票”的原则的投票区。

### 警察的不当行为
从1932年的“鲍威尔诉阿拉巴马州”案（关于律师权利）开始，ACLU的定期处理警察的不当行为问题，ACLU的案子还包括1942的“贝茨诉布雷迪”案（关于律师权利），和1951年的 “Rochin诉加州”案（非自愿洗胃）。在20世纪40年代末，几个的ACLU当地分支机构成立常设委员会，以解决治安问题。在20世纪50年代和60年代期间，ACLU负责推进针对警察的不当行为的法律保障。费城支部在1958年创建了全国第一个民用警方评价板。在1959年，伊利诺伊州支部出版全国第一个记录警方非法拘禁情况的报告——《芝加哥警察的秘密拘禁》。
在1960年代，ACLU在限制警察收集证据的权力的一连串案件中胜诉，带给了ACLU一些它最知名的成就。在1961年的马普诉俄亥俄州最高法院要求各州在搜查一个人的家时必须出示搜查令。 1963年的“吉迪恩诉温赖特”案中法庭决定为穷人提供法律代表。在1964年的“埃斯科韦多诉伊利诺伊州”案中，ACLU说服法院允许犯罪嫌疑人在质疑过程中有律师在场。在1966年的“米兰达诉亚利桑那州”案决定要求警方通知犯罪嫌疑人他们的宪法权利。虽然许多执法官员批评ACLU扩大犯罪嫌疑人的权利，警察本身也能从中受益。例如，ACLU代表纽约警察诉讼反对搜索他们在单位的储物柜。在1960年代后期，在ACLU的反对下，纽约和费城的民间审查委员会被废除。

### 1960年代的公民自由革命
在美国，1960年代是一个动荡的时代，公民自由和公共利益经历了爆炸性的增长。在1960年代的公民自由行动，经常被年轻人所领导，并且往往会采用如列席和游行的战术。抗议活动往往是和平的，但有时采用激进的策略。美国公民自由联盟在1960年代所有重要的公民自由辩论，包括同性恋权利，囚犯权利，流产，穷人的权利和死刑等新领域中发挥了核心作用。十年中在美国公民自由联盟的成员从52,000增长到1970年的104,000人。在1960年有七个州的分支机构，至1974年有46个州的分支机构。在1960年代，美国公民自由联盟进行了战术的重大转变，将重点从法律上诉（一般涉及向最高法院提交的法庭之友陈述）转移为直接代表最初被捕的被告。与此同时，美国公民自由联盟改变它的风格从“脱离和精英”到“伴有感情”。美国公民自由联盟于1963年发表了突破性的文件，标题为“美国人如何抗议，在对抗种族主义中无奈于缓慢的进展，并支持咄咄逼人，甚至激进的抗议方法。
非裔美国人在南方的抗议在20世纪60年代初加速，并且美国公民自由联盟在每一步都给予协助。经过四个非洲裔大学生静坐在一个独立的北卡罗莱纳州的百货店后，静坐运动在整个美国迅速蔓延起来。在1960至61年期间，美国公民自由联盟为北卡罗莱纳州，佛罗里达州和路易斯安那州的示威被捕的黑人学生提供保护。美国公民自由联盟也为1961年的自由骑，密西西比大学的整合，1963年在阿拉巴马州的伯明翰的抗议活动，和1964年的自由夏季提供法律帮助。
全国有色人种协进会负责管理大多数呈向最高法院与静坐相关的案子，赢得了近乎每一个决定。但输在了美国公民自由联盟和其他合法志愿者的努力下，他们为数百名在南方抗议的无论黑人和还是白人的示威者提供法律代表。美国公民自由联盟联合其他公民自由团体，形成了律师宪法保卫委员会（LCDC），随后为许多抗议者提供了法律代表。 美国公民自由联盟提供了LCDC的大部分资金。
在1964年，美国公民自由联盟开辟了在佐治亚州亚特兰大的主要办公室，致力于服务南部的问题。大部分在南部美国公民自由联盟的进展是由于小查尔斯·摩根——亚特兰大办事处很有魅力的领袖。他负责废除种族隔离陪审团（Whitus诉佐治亚州），废除种族隔离监狱（李诉华盛顿），改革选举法。美国公民自由联盟的南部办公室也辩护了非洲裔国会议员朱利安·邦德在邦德诉弗洛伊德一案，当佐治亚国会拒绝进入正式让邦德进入立法机关。另一个被广泛宣传的案例是，由摩根辩护的陆军医生霍华德·利维，因拒绝培养绿色贝雷帽而被判罪。尽管提高了辩护，绿色贝雷帽在越南犯有战争罪，利维失去了帕克诉利维美国733，417（1974）的上诉。
在1969年，在它为迪克·格雷戈里因和平抗议芝加哥市长被逮捕辩护后，美国公民自由联盟赢得了言论自由的重大胜利。法院裁定在格雷戈里诉芝加哥案中，演讲者不能因观众中有人发起敌意，就被视为构成“质疑者的否决”扰乱治安被捕。

### 越南战争
美国公民自由联盟在越南战争的几个合法方面的中心：保护草案抵抗者，挑战的战争合宪，潜在弹劾尼克松，并利用国家安全的关注先发制人审查报纸。
戴维·米勒是第一个因烧他的征兵证而被起诉的人。美国公民自由联盟的纽约分部呼吁他的1965年的定罪（367卷，72：美国合众国诉戴维·J·米勒，1966年），但最高法院拒绝聆讯上诉。两年后，马萨诸塞州的分支机构将大卫·奥布莱恩烧征兵证的案子上诉到最高法院，认为燃烧的行为是象征性言论的一种形式，但最高法院维持原判，在美国诉O'奥布莱恩美国367，391（1968）。在1965年十三岁的初中学生玛丽·廷克因佩带着黑纱到学校以反对战争而被停学。 美国公民自由联盟就她的案件提出上诉，并在廷克诉得梅因案中赢得了胜利。这个关键的案件建立了政府可能无法建立“飞地”，如没收所有权利的学校或监狱。

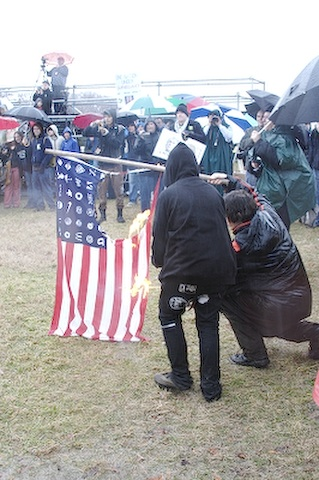
美国公民自由联盟辩称，人权法案保护那些烧美国国旗作为一种表达情感的形式的个人。

美国公民自由联盟为悉尼·思追特辩护，他因焚烧美国国旗抗议被暗杀的民权运动领袖詹姆斯·梅雷迪思而被逮捕。在思追特诉纽约案的决定中，法院同意美国公民自由联盟认为鼓励美国放弃其国家的象征之一就是从宪法意义上保护表达的形式的观点。美国公民自由联盟的为保罗·科恩提供辩护，他因穿了一件后面写着“他妈的草案”的夹克走过洛杉矶法院而被逮捕。科恩诉加利福尼亚州最高法院案中，认为粗俗的措辞是对于传达消息的强度是必不可少的。
与战争无关的言论自由权在越战时期获得了进步。在1969年，ACLU为一个倡导的长期暴力对抗政府的三K党成员辩护，最高法院在具有里程碑意义的决定勃兰登堡诉俄亥俄州案中同意ACLU的说法，主张只有号召立刻执行的暴力的讲话被认为是违法。
1968年，ACLU爆发了一场大的危机，成员们在是否捍卫被联邦指控号召被征召的士兵逃避军役的本杰明·斯波克和“波士顿五人”上激烈辩论。ACLU委员会在是否为他们辩护的问题上产生了巨大分歧。委员会一般成员具有反战情绪，并认为，ACLU应该为“波士顿五人”提供资源。另一半认为公民自由不是危在旦夕， ACLU应采取政治立场。辩论的背后是ACLU 长期的政治中立的传统，这是政治中立，并在不考虑到被告的政治观点的情况下为其提供法律意见。董事会最终同意了一个妥协的解决方案，允许ACLU为反战活动家辩护，而不赞同他们激进的政治观点。 一些批评认为在斯波克案之后ACLU正在成为一个有党派倾向的政治组织。在1970年肯特州立枪击案后， ACLU向政治更迈出了一步，通过了谴责越南战争的决议。该决议在各种法律论据的基础上包括认为越战侵犯公民自由和主张战争是非法行为的观点。
此外，在1968年，ACLU举行了一次内部研讨会来讨论其双重角色：提供“直接”的法律支持（只惠及个别被告的、在首次审判中进行的辩护）和上诉支持（在上诉过程中提供“法庭之友”陈述以建立广泛的法律先例）。从历史上看，ACLU最为知名的是其经常促使最高法院作出具有标志性意义决定的上诉支持，但到了1968年，90％ACLU的法律活动涉及的直接代表（支持）。本次研讨会认定这两个角色都是ACLU的合法职能。

## 1970、80年代

### 水门时期

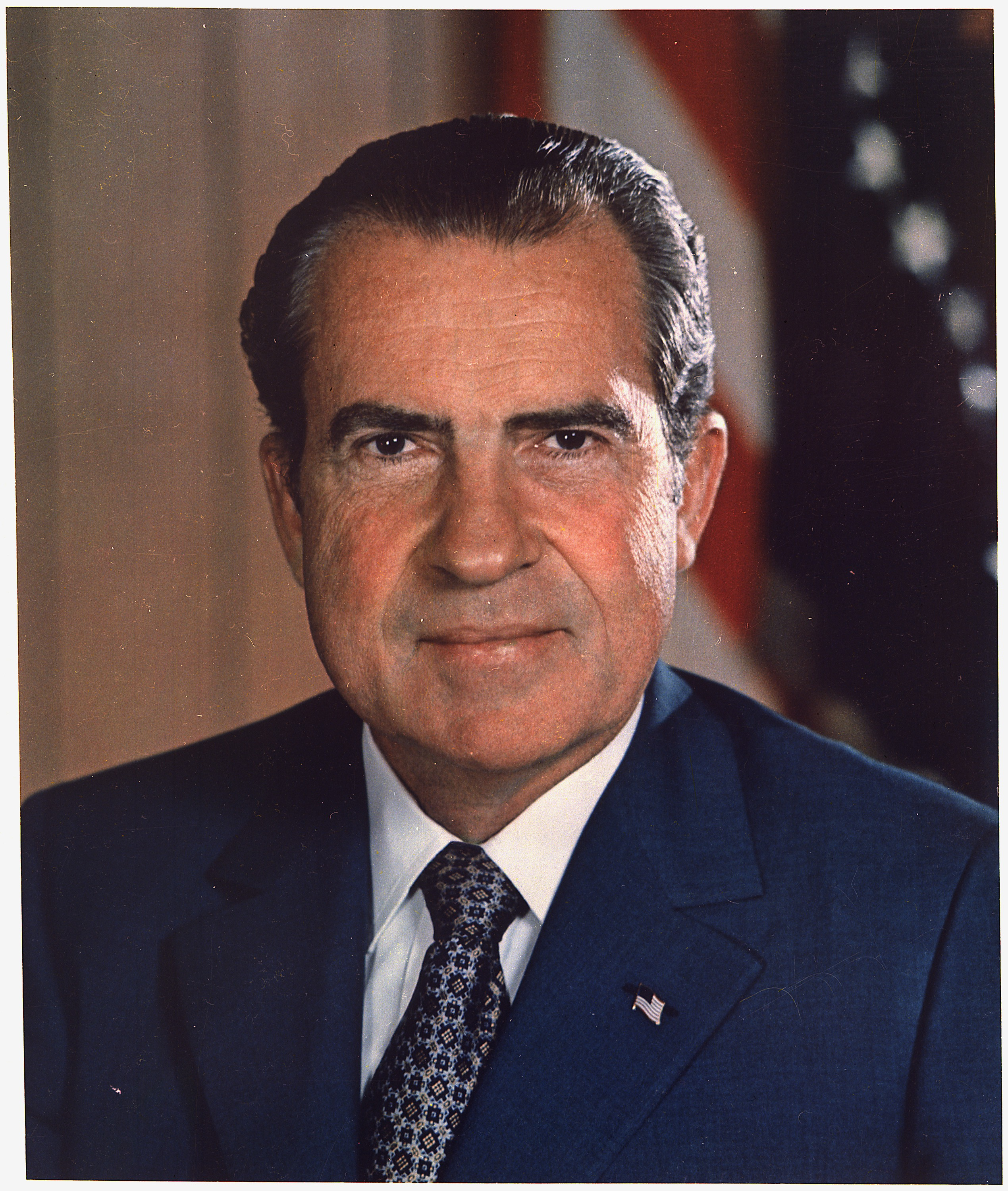
ACLU是第一个呼吁弹劾尼克松总统的组织。

1971年，美国公民自由联盟支持了纽约时代杂志对政府的诉讼，要求政府允许发表国防部对1945-1967年间的越美关系研究报告。在这场划时代的“纽约时代杂志对抗美国政府”的诉讼中，法院判决美国公民自由联盟与纽约时代杂志胜诉，这也意味着美国政府不能事先阻止报社或杂志社发表机密文件，他们必须要等文件发表之后才能采取行动。
随着这场传奇一样的“水门”诉讼细节的披露，美国公民自由联盟成为了第一个呼吁弹劾尼克松政府的国家性组织。这是在坚决反对越战之后，美国公民自由联盟的第二个招致批评家指责的重大决定，他们声称美国公民自由联盟已经演变成了一个自由主义的政治组织。

### 飞地以及新的公民自由
公民自由在1965年至1975年这十年间得到了广阔的发展。在行政方面，美国公民自由联盟于1970年任命Aryeh Neier取代Pemberton担任其执行总监。上任之后，Neier开始进行一项抱负远大的项目以求扩张美国公民自由联盟。他设立了美国公民自由联盟基金会来募集资金，并成立了几个重点关注协会法律事务的新项目。截至1974年，协会已经拥有了275000名成员。
在那些年间，美国自由公民协会在三个方向带头扩展法律上的权利：政府控制的“飞地”内公民的新权利；弱势群体的新权利；主流公民的隐私权。同时，协会的规模也在大幅度增长。协会帮助建立管理“飞地居民”（在政府控制下有条件居住的一群人）的宪法。这些人包括精神病人，军队成员，犯人，以及在校学生。“飞地”这个词源自最高法院法官Abe Fortas在Tinker v. Des Moines决议中的一句话：“学校不该成为被被极权主义包围的领土（飞地）”。
早在1945年，美国自由公民协会就已经开始为保护精神病人的权利而努力。协会起草了一份样例法令用来管理将精神疾病患者关进精神病院的措施。在20世纪60年代，协会反对违背患者的意愿而将之关入精神病院的行为，除非确定该患者可能给他自己或者社区带来危害。1975年，在具有里程碑意义的O'Connor v. Donaldson案例中，美国自由公民协会代表了一位不具有暴力行为但却被强迫关押了15年的精神病患者。他们力劝最高法庭把这样强迫关押的行为定为不合法。
在1960年之前，犯人们基本上没有法律系统里的求助对象，因为法庭认为犯人们不具有公民权利。但是当50年代后期，美国自由公民协会开始代表那些受残忍政策压迫甚至被剥夺了阅读宗教材料权利的犯人们的时候，这一切都改变了。1968年，协会成功地通过诉讼废除了阿拉巴马州监狱系统的种族隔离；1969年，纽约分会实行了一个为纽约监狱中的犯人提供代理的项目。私人律师Phil Hirschkop在弗吉尼亚州监狱大罢工行动中发现了州监狱有侮辱犯人人格的行为，并于1971年的Landman v. Royster诉讼中赢得重要胜利，从而禁止了弗吉尼亚州监狱用不人道方式对待犯人的行为。1972年，美国公民自由联盟在全国范围内进一步加强了几项为犯人争取权利的运动，并成立了“国家监狱项目”。协会的努力导致了几项具有重大意义的案例的诞生，包括Ruiz v. Estelle诉讼（要求德克萨斯州监狱系统改革）等。1996年，美国国会颁布了《监狱诉讼法案》，将维护犯人权利写进了法律条款。

### 保护弱势群体

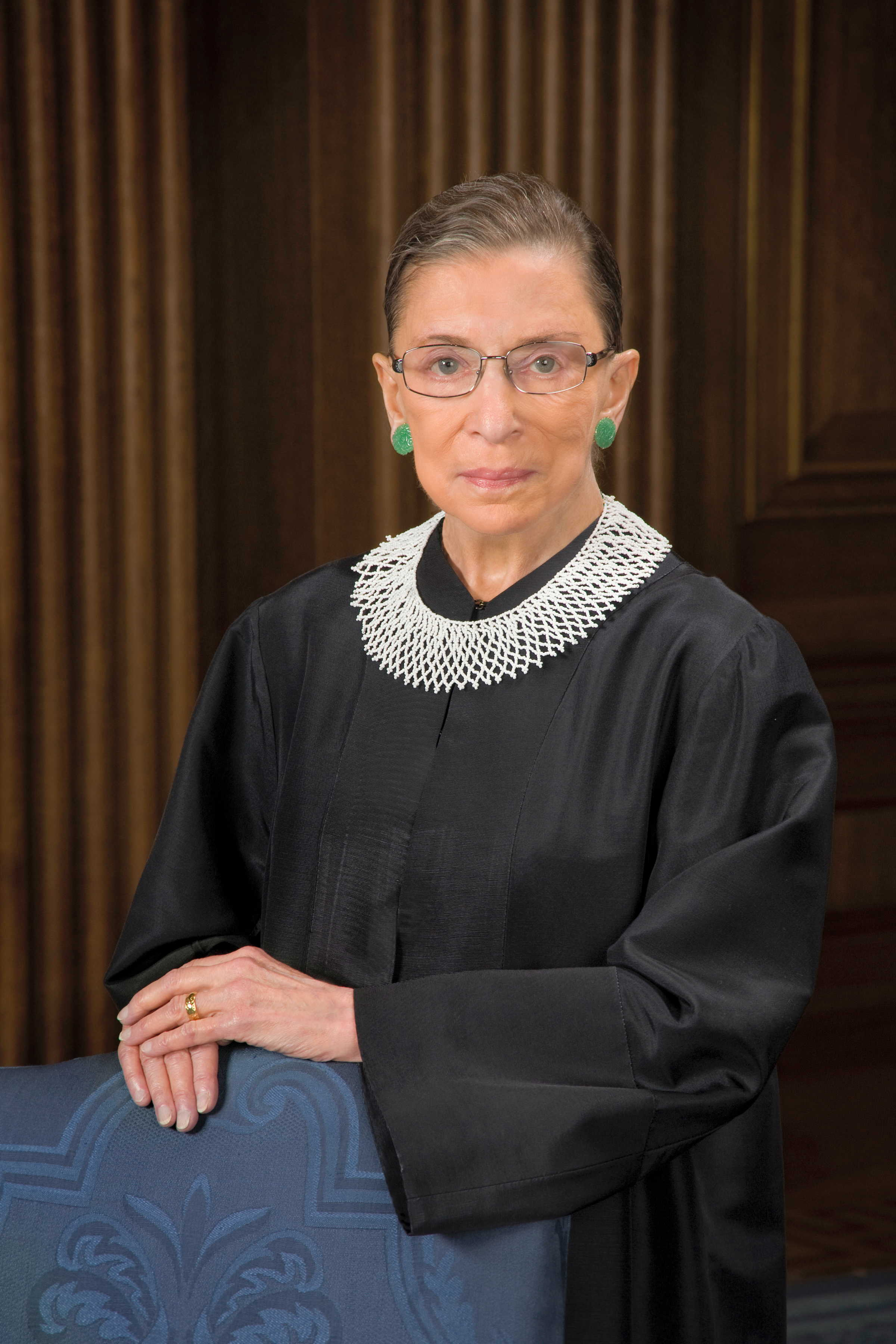
鲁思·巴德·金斯伯格 于1971年创立了ACLU女权保护项目， 后来她被克林顿总统任命为最高法院法官。

在1960年代和70年代，美国公民自由联盟将其业务范围扩展至弱势群体，包括女人，穷人以及同性恋者。协会特别留心了其女性成员的呼吁，并于1970年和1971年分别批准了“权利平等修正案”与“女权运动项目”。“女权运动项目”在该时期维护妇女权利的活动中做出了重大贡献，几乎在妇女权利这一法律领域中达到了统治地位。经协会之手处理的该类案例数目甚至超过了“国家妇女联合会”的两倍，其中就包括Reed v. Reed, Frontiero v. Richardson，和 Taylor v. Louisiana等具有重大意义的案件。
美国公民自由联盟的领导人Harriet Pilpel在1964年提出了保护同性恋者的权利，两年之后协会正式将之纳入其业务范围。1973年协会成立“性隐私项目”，致力于抵制对于同性恋者的歧视。
维护穷人权利是协会扩展的另一领域。1966年和1968年，协会内部的积极分子两次提议彻底审视现有的福利系统，并保证低收入人群拥有最低工资线。但是董事会并没有批准这项提案。但在1968年的King v. Smith案例中协会作出了重大贡献，最高法院规定各州不可以因为母亲与未婚者同居而否定其子女的福利。

### 公民隐私
在以前的美国宪法中，隐私权并没有被明确提及，但是美国公民自由联盟在1961年的致力于废除州政府禁止避孕的Poe v. Ullman案件中带头敦促成立关于隐私权的法律。这个话题在1965年的Griswold v. Connecticut案件中再次被提及，这一次最高法院站在了协会的立场上，并正式批准了隐私权。1964年，美国公民自由联盟纽约分会极力敦促废除禁止人工流产的相关法律。1967年协会正式将维护人工流产权利作为其一项政策。同时协会还在United States v. Vuitch案件中将内科医生的权利扩展至决定何时人工流产是必要的。协会的这些努力在最高法院有史以来最具争议的Roe v. Wade案件中达到了顶峰。在这次案件的决议中，最高法院将“怀孕前三个月进行人工流产”合法化。在同一年，协会还在Loving v. Virginia案件中反对州政府的种族间婚姻的禁令。
在隐私权方面，美国公民自由联盟还在几次法律斗争中致力于确保州政府的公民个人信息不被泄露，并给予公民查阅其个人记录的权利。协会支持几项法令，包括1970年的要求信用机构对公民公布信用信息的《公平信用报告法》，1973年的给予学生查询他们个人记录权利的《家庭教育权与隐私法》，1974年的禁止联邦政府恶意公开个人信息的《隐私法》。

### 因偏见被指控
在1970年代早期，保守者和自由主义者开始批评美国公民自由联盟过于政治化和自由化。法律学者Joseph W. Bishop认为美国公民自由联盟的党派性质倾向始于其对于Spock博士的反战抗议的辩护。批评家还指责协会刺激最高法院趋于司法激进化。他们声称协会对于一些争议决议，如Roe v. Wade 和Griswold v. Connecticut的支持违反了《权利法案》中关于作者初衷的规定。在1988年的总统竞选中，美国公民自由联盟成为了被双方候选人提及的话题。当时共和党候选人George H.W. Bush指责民主党候选人Michael Dukakis（美国公民自由联盟成员）是“美国公民自由联盟的正式成员（card-carrying member of the ACLU）”。

### 斯科基案例：自由还是纳粹？
美国公民自由联盟支持被告人的公民自由而不管他们的思想立场。协会以给那些持有偏执而不受欢迎的思想的被告人辩护为荣。这些人包括George Wallace，George Lincoln Rockwell以及三K党成员。协会同样为美国纳粹党成员辩护了许多次。他们这样的行为招致了众多的抗议，特别是来自于美国犹太人。
1977年，一小部分美国纳粹党人在Frank Collin的带领下，申请到伊利诺伊州斯科基镇镇公园举行示威游行。在那时，斯科基镇70000居民中有40000人都是犹太人，其中有一些还是纳粹集中营中的幸存者。斯科基镇拒绝了纳粹党人的游行申请，而伊利诺伊州法官支持斯科基镇的决定并禁止了这次游行。斯科基镇立刻通过了三项条例旨在阻止纳粹党人在镇里的集会。美国公民自由联盟协助Collins在联邦法庭中提起诉讼。这场诉讼持续了一年，最后法院判决美国公民自由联盟胜诉。
“斯科基”案件在全美范围内得到了广泛报道，一方面是因为犹太人组织，例如“犹太人保护联盟”和“反诽谤联盟”强烈反对纳粹党人的游行，致使许多美国公民自由联盟成员退出了协会。伊利诺伊州分会为此失去了25%的协会成员以及近三分之一的资金预算。资金的严重受限甚至导致了分会的短期停工。在这次人员危机过后，协会发出了一项募集资金的呼吁，同时解释说明了他们对于斯科基案的辩护理由。这次活动募集了超过50万美元（约合现在的1894289美元）。

### 里根时期
1981年里根当选总统，标志着美国政府长达12年的保守派领导的开始。在他的领导下，政府出台了一项具有保守色彩的社会议程，包括禁止人工流产（墮胎），在学校中加入祈祷文朗诵，禁止色情文学的发表，反对同性恋者的基本权利。
在Scopes审判的五十年后，美国公民自由联盟又为了另一个教育类案件而努力。1981年阿肯色州出台的神创论法令要求学校将圣经中记载的人类进化过程当作关于人类进化的科学解释传授给学生。美国公民自由联盟在这场McLean v. Arkansas诉讼中最终获胜。

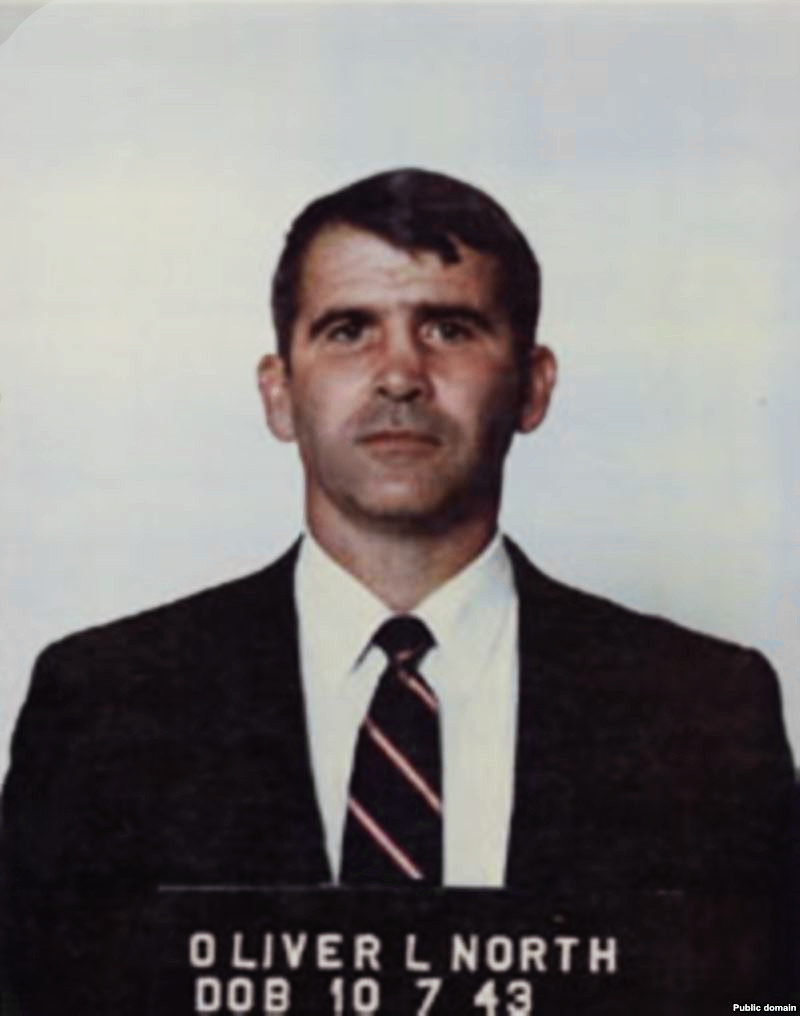
ACLU在1990年为Oliver North辩护，辩称其定罪过程中存在强制招供。

1982年，美国公民自由联盟又被卷入了一场有关儿童色情读物出版的官司中。在法院意见书中，协会认为任何违反“米勒标准”的儿童色情读物都应该被禁止出版。但是这项被质疑的法律却具有过分的限制性，因为它同样禁止了一些艺术作品以及非淫秽文章的出版。不过法院并没有采纳协会的观点。
在1988年总统选举中，副总统老布希指出他的竞争对手——马萨诸塞州州长杜卡基斯把自己描述为“美国公民自由联盟的正式成员”，并以其为证认为杜卡基斯是一个“强硬，激进的自由主义者”，而且是“不受主流思想所接受的”。这一说法随后被布什竞选团队用于竞选宣传。

## 1990年至今

### 1990年至2000年
在1997年， 雷诺诉美国公民自由联盟换算一致的情况下， 最高法院否决了“反猥亵的通信规范法”（CDA）的规定，因为发现他们违反了言论自由的宪法第一修正案规定。在他们的决定，最高法院裁定，CDA的“使用未定义的术语”非礼“和”公然冒犯“就会招来发言者在两个标准之间相互关系中的不确定性。

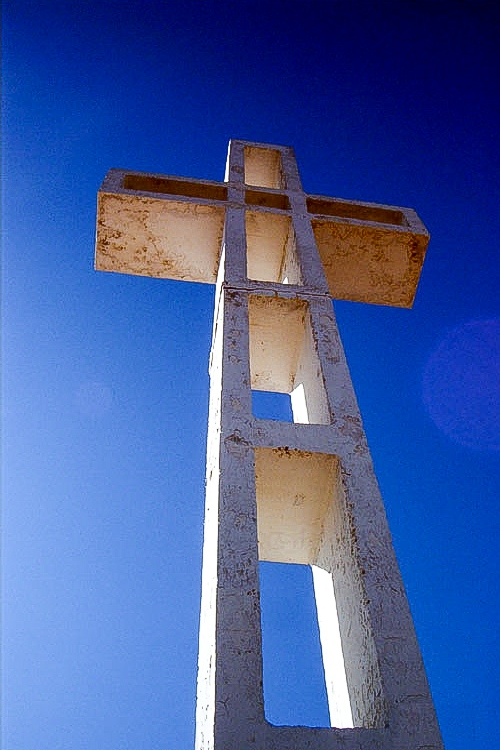
ACLU加利福尼亚分部诉求将Mt. Soledad Cross从圣地亚哥的公共用地移走。

ACLU的一个加利福尼亚本公司起诉，主张将把Soledad Cross山从圣地亚哥的公共地域除掉。
ACLU在垃圾邮件问题上的立场因它具有广阔横截面的政治观点而被认为是有争议的。2000年， ACLU的律师马文·约翰逊把被提出的反垃圾邮件立法由否认匿名性和迫使垃圾邮件的方式侵犯言论自由的现象评价为：“标准化是被迫的演讲”。他还表示，“点击并删除相对简单”。在辩论的过程中人们发现ACLU在2000年与直复营销协会和民主与技术中心批评两党在众议院的法案。早在1997年，美国公民自由联盟已经强烈主张几乎所有的垃圾邮件立法是不恰当的，尽管它在某些案子上支持“退出”的要求。美国公民自由联盟反对2003年CAN-SPAM（反垃圾邮件法）法案，表明它可能在网络空间上的讲话产生寒蝉效应。
2000年11月，15名非洲裔美国人在在一系列的“毒品扫荡”行动中被逮捕后，在赫恩，得克萨斯州因毒品罪名被起诉。美国公民自由联盟代表他们提起集体诉讼，声称逮捕是非法的。ACLU辩称赫恩州18岁至34岁非洲裔男性人口的15％，是根据“一个被警察被迫的秘密线人未经证实的消息”而被捕的。2005年5月11日，美国公民自由联盟和罗伯逊县宣布了一个“双方都表示，他们都很满意”的结果。区检察长驳回了原告的诉讼。2009年的电影《美国紫罗兰》描述了这种情况。
在2000年，美国公民自由联盟的马萨诸塞州子公司代表北美男人男孩恋协会（NAMBLA）。根据宪法第一修正案，柯利（Curley）诉NAMBLA过失致人死亡的民事起诉案，完全是基于强奸并谋杀了一个孩子的男人参观了在NAMBLA网站的事实。另外，在2000年，美国公民自由联盟在合众国童子军诉戴尔（Dale）的案子输掉。因为它要求最高法院命令美国童子军放弃他们禁止同性恋者成为童子军领袖的政策。

### 21世纪
在2004年3月，美国公民自由联盟以及拉姆达法律和全国女同同性恋权益中心，起诉加利福尼亚州否认6对同性伴侣的结婚证的效力。这个吴诉洛克耶的案子最终并入加州最高法院案件的重婚姻案件。从而导致加州从2008年6月16日到8号提案通过2008年11月4日允许同性婚姻。

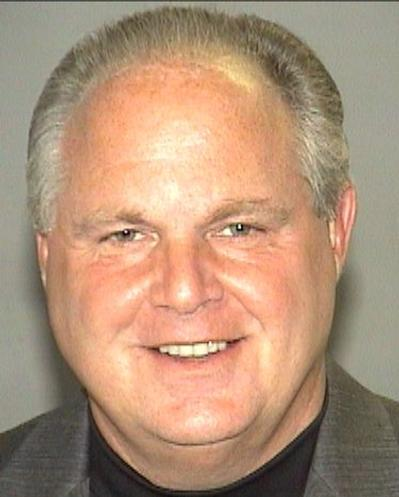
ACLU在对拉什·林堡所谓的药物滥用调查期间提交保护他隐私权的辩文。

在2004年的药物滥用审判期间，美国公民自由联盟辩称他的隐私不应该因允许法执机关检查他的医疗记录而暴露。在2004年6月，美国宾夕法尼亚州多佛的学校区要求其高中生物学的学生听的一份声明宣称，进化论是不是事实，并提智能化设计作为一种替代理论。几位家长打电话要求ACLU替他们抱怨，因为他们认为学校在课堂上促进一种宗教思想并且违反宪法第一修正案创立条目。 ACLU代表家长向学区提起诉讼。经过漫长的审判后，法官约翰·琼斯三世（John E. Jones III）在基茨米勒诉多弗学区决定的案子（Kitzmiller v. Dover Area School District decision）判决家长胜诉因智能化设计非科学并永久禁止多佛教学系统在科学课中教智能设计。
在2006年，华盛顿州的美国公民自由联盟与亲持枪权的组织和第二次修订基金会起诉在华盛顿的北中部地区图书馆区（NCRL），原因是该图书馆政策拒绝一个成年赞助人提出的解除网络进入限制的要求。图书馆赞助人尝试访问亲枪的网站而发现该网站被封锁，并且图书馆拒绝解开封锁。在2012年，美国公民自由联盟起诉相同的图书馆系统拒绝成年赞助人暂时的请求并禁用互联网过滤器，屏蔽了谷歌图片。
在2006年，美国公民自由联盟挑战密苏里州法律禁止的退伍军人葬礼举行示威活动。该诉讼由韦斯特博罗（Westboro）浸信会教堂和雪莉.菲尔普斯 - 罗珀(Shirley Phelps-Roper)支持。他受到了被逮捕的威胁。韦斯特博罗浸信会教堂因如“上帝恨FAGS”， “为死去的士兵感谢上帝”和“为9/11感谢上帝”等纠察臭名昭著。美国公民自由联盟发出一个声明，呼吁立一个“侵犯雪莉菲尔普斯 - 罗珀的宗教的自由和言论自由权利的法律”。ACLU在诉讼获胜。2008年，美国公民自由联盟是一个法律倡导者财团的一部分，包括拉姆达法律（Lambda Legal）和挑战宣布同性婚姻是非法的加州8号提案的全国女同性恋权益中心 。美国公民自由联盟和它的盟友占了上风。
鉴于最高法院的海勒决定承认“保护个人拥有武器的权利”的宪法，内华达州ACLU支持了“个人拥有武器的权利受宪法允许的规定”承担武器的位置，并承诺以“捍卫这一权利，因为它辩护其他宪法权利“。2008年以来，美国公民自由联盟协助枪业主收回越多被执法机关查封的非法枪支。
在2013年1月7日，美国公民自由联盟从2004年10月起由柯林斯（Collins）诉美合众国案件与联邦政府达成和解，分着提供充分支付因“不要问，不要说”而授予只有一半的现役军人。181人本该收到约每人13,000美元。

### 反恐问题
2001年9月11日袭击之后，美国联邦政府制定了一系列新措施，以打击恐怖主义。包括“美国爱国者法案”的通过。ACLU挑战很多措施，声称他们侵犯了有关正当程序，隐私，非法搜查，残忍和不寻常的惩罚方面的权利。一个ACLU政策声明中指出：

我们前进的方向在于果断地违反我们最大力量的政策和做法：我们的宪法和法治的承诺。自由和安全不在竞争在一个零和游戏竞争；我们的自由是我们力量和安全性的非常基础。 ACLU的国家安全项目倡导国家安全政策，符合宪法，法律规则和基本人权。该项目诉讼有关拘留，酷刑，歧视，监视，审查和保密的案件。
在随后的关于公民的自由和安全的适当平衡辩论中，美国公民自由联盟的成员增加了20％，使该集团的总招生33万。增长持续，在2008年8月由美国公民自由联盟成员数大于50万人。到2011年，它保持在这一水準。
ACLU一直直言不讳地反对“2001年美国爱国者法案”，“2003年爱国者法案2”和应对国内恐怖主义威胁的相关立法。作为对“美国爱国者法案”的要求的回应，美国公民自由联盟退出联邦竞选慈善活动。活动的实施要求美国公民自由联盟的员工必须收到联邦反恐监视名单的检查。美国公民自由联盟表示，它会“宁愿抛弃个人捐款50万美元，也不要服从政府的“黑名单”政策。”

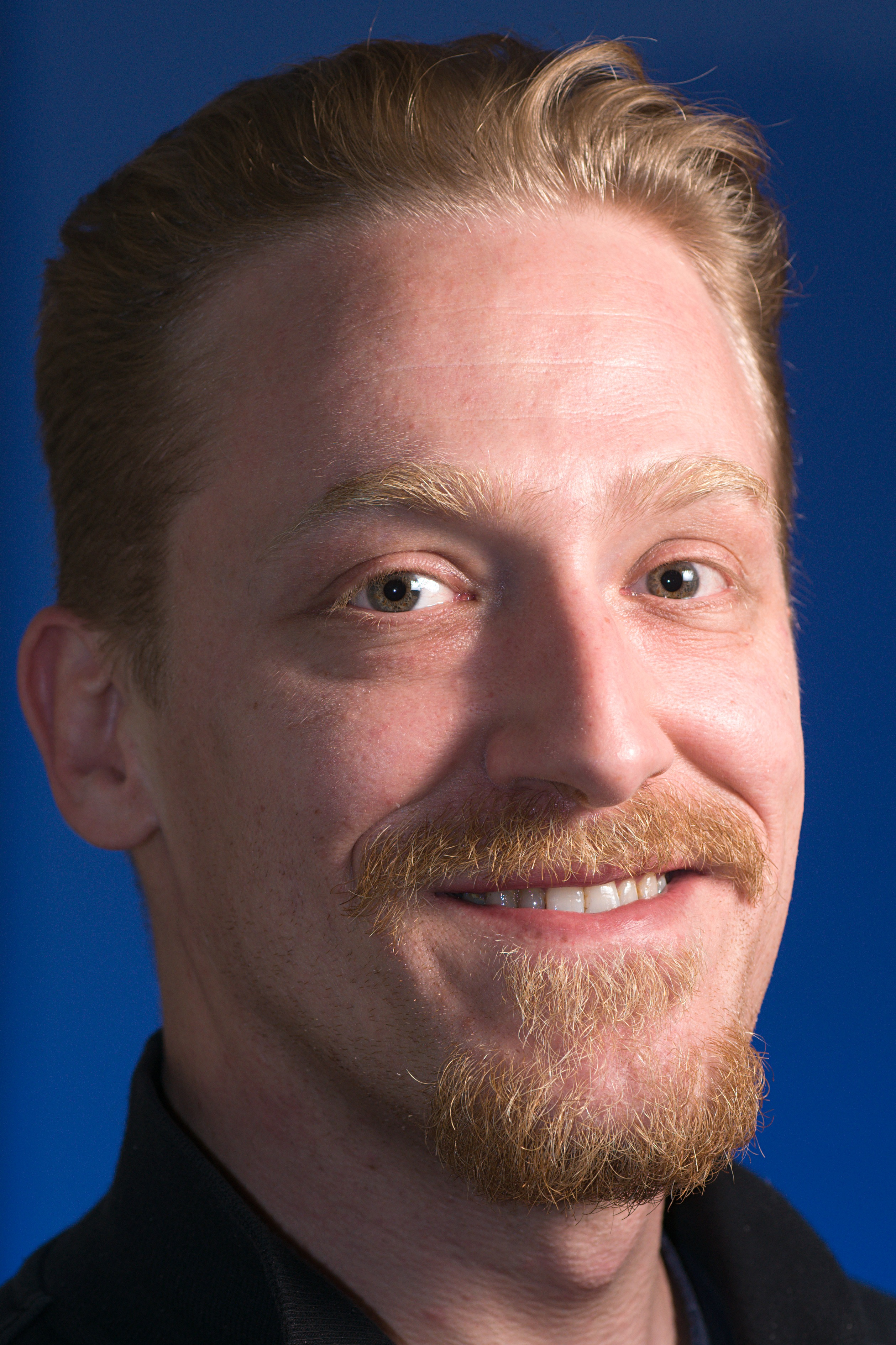
ACLU在American Civil Liberties Union v. Ashcroft (2004)一案中为互联网服务提供商 Nicholas Merrill代理，挑战政府秘密收集互联网資訊的权利。

在2004年，美国公民自由联盟代表尼古拉斯·美林在美国公民自由联合诉阿什克罗夫特案件（2004）起诉联邦政府。根据“爱国者法”的规定，政府已发出国家安全信函迫使美林从他的一些客户提供私人网络连接訊息。此外，政府向美林安置了禁言令，禁止他与任何人讨论此事。
在2006年1月，美国公民自由联盟在密歇根州的联邦地区法院向国家安全局（NSA）提起了诉讼。挑战政府通过NSA从事不正当监视间谍活动。2006年8月17日，该法院裁定窃听装置方案违宪，并下令立即结束。然而，该命令判未决并被保留。在上诉期间，布什政府的确暂停此项目。2008年2月，美国最高法院拒绝美国公民自由联盟对监视项目的上诉，其因为此项目9月11日恐怖攻击发生不久开始实施。
美国公民自由联盟和其他组织在全国各地对电信公司提起单独诉讼。美国公民自由联盟在伊利诺伊州提出了诉讼（特克尔诉AT＆T），但被驳回。因为国家机密特权申请对AT＆Ť和Verizon下禁令。在2006年8月10日，该诉讼被转移到在旧金山的一位联邦法官。
美国公民自由联盟在阿基德v阿什克罗夫特（Al-Kidd v Ashcroft）案件代表一个从来没有被指控犯罪但被拘留的美国穆斯林，起诉前司法部长阿什克罗夫特（John Ashcroft）。2010年1月，美国军方公布在阿富汗巴格拉姆剧院拘禁设施被关押的645人的名字，美軍之前長期反對公佈此種資料。此名单是在2009年9月由美国公民自由联盟的律师进行诉讼时公布的。这个律师还要求公布关于条件、法规和规章的详细資訊。

## 抨擊

### 來自保守主義者所作的抨擊
保守派智庫傳統基金會於2020年5月19日發表由高級法律研究員詹卡洛·卡納帕羅（GianCarlo Canaparo）所撰寫的文章，作者表示他認為美國公民自由聯盟已經背叛了它過去所堅守的崇高原則，雖然他讚賞美國公民自由聯盟在過去堅持捍衛受到不公平對待的人的權利，這些人包括非常不受歡迎的人物及組織 如三K黨領導者、納粹份子及威斯特布路浸信會，但是他認為美國公民自由聯盟近年過份傾向於左派的立場，以至於多次作出違反其原則的決定。

### 來自自由主義者所作的抨擊
政治立場傾向於自由派的著名雜誌《大西洋》於2022年5月10日發表由舊金山大學教授拉婭·巴塞爾（Lara Bazelon）所撰寫的文章，作者在文中指責美國公民自由聯盟拋棄了其核心價值觀。

## 脚注
1. ↑  David Weigel. . Fortune. July 5, 2018  [2023-12-24]. （原始内容存档于2023-12-09）. 参数|newspaper=与模板{{cite web}}不匹配（建议改用{{cite news}}或|website=） (帮助)
2. ↑  .   [2023-12-24]. （原始内容存档于2023-06-04）.
3. ↑  "ACLU History （页面存档备份，存于）," first section, paragraph 3. American Civil Liberties Union. Retrieved March 3, 2017.
4. ↑  "ACLU History （页面存档备份，存于）," section: "And how we do it," paragraph 3. American Civil Liberties Union. Retrieved March 3, 2017.
5. ↑  原文為：To defend and preserve the individual rights and liberties guaranteed to every person in this country by the Constitution and laws of the United States.
6. 1 2  . American Civil Liberties Union web site. ACLU.   [2006-05-03]. （原始内容存档于2009-10-30）.
7. ↑  "Anthony D. Romero, Executive Director" （页面存档备份，存于）, ACLU profile (last visited January 6, 2008).
8. ↑  "Susan Herman, President of the ACLU " （页面存档备份，存于）, ACLU profile (last visited October 22, 2008).
9. ↑  Sherman, Scott, "ACLU v. ACLU" （页面存档备份，存于）, The Nation, January 18, 2007.
10. ↑  . American Civil Liberties Union web site. ACLU.   [September 5, 2007]. （原始内容存档于2007-09-06）.
11. ↑  . American Civil Liberties Union web site. ACLU.   [August 20, 2010]. （原始内容存档于2010年8月19日）.
12. ↑  . （页面存档备份，存于） Retrieved January 6, 2012.
13. ↑   （页面存档备份，存于） Retrieved January 6, 2012.
14. ↑  . （页面存档备份，存于） Retrieved January 6, 2012.
15. ↑   （页面存档备份，存于） Retrieved January 6, 2012.
16. 1 2   （页面存档备份，存于） Retrieved January 6, 2012.
17. ↑   （页面存档备份，存于）, January 17, 2013. Retrieved February 24, 2013.
18. ↑   （页面存档备份，存于） Retrieved January 6, 2012.
19. ↑   （页面存档备份，存于） Retrieved January 6, 2012.
20. ↑   （页面存档备份，存于） Retrieved January 6, 2012.
21. ↑   （页面存档备份，存于） Retrieved January 6, 2012.
22. ↑   （页面存档备份，存于） Retrieved January 6, 2012.
23. ↑   （页面存档备份，存于） Retrieved January 6, 2012.
24. ↑   （页面存档备份，存于） Retrieved January 6, 2012.
25. ↑   （页面存档备份，存于） Retrieved January 6, 2012.
26. ↑   （页面存档备份，存于）> Retrieved January 6, 2012.
27. ↑   （页面存档备份，存于） Retrieved January 6, 2012.
28. ↑   （页面存档备份，存于） Retrieved January 6, 2012.
29. ↑  Finan, Christopher M. (2007), From the Palmer Raids to the Patriot Act: a history of the fight for free speech in America, Beacon Press, pp. 158–159. (Robeson)
30. ↑  Walker p 242 (Wallace).
31. ↑  Walker, p. 103. (Ford)
32. ↑  Walker, p. 375. (North)
33. ↑  ACLU list of successes （页面存档备份，存于） (Gregory).
34. ↑  Walker, p. 200. (Kent)
35. ↑  ACLU Statement on Defending Free Speech of Unpopular Organizations （页面存档备份，存于）, August 31, 2000. Retrieved January 19, 2012.
36. ↑  Walker, p 20.
37. ↑  Walker, p 30.
38. ↑  Walker, pp. 23–24, 30.
39. ↑  Walker, p. 26.
40. ↑  Walker, p 27.
41. ↑  Walker, p 66.
42. ↑  Walker, p. 51–52.
43. ↑  Walker, p. 57.
44. ↑  Walker, p 68.
45. ↑  Walker, p. 63.
46. ↑  .   [2007-05-07]. （原始内容存档于2004-04-09）.
47. ↑  Walker, p 75. The newspaper was the St. Louis Post Dispatch.
48. ↑  Berkman, Michael (2010), Evolution, Creationism, and the Battle to Control America's Classrooms, Cambridge University Press, pp. 100–101.
49. ↑  Walker, pp 78–79. The case was in New Jersey, State v. Butterworth. Decision quoted by Walker.
50. ↑  Walker, p. 82. The cases included Gitlow (1925), Whitney ( 1927), Powell (1932) and Patterson (1935).
51. ↑  Walker, p. 91.
52. ↑  The Margold Report was named after its principal author, Nathan Ross Margold, a white attorney.
53. ↑  Walker, p. 95.
54. ↑  Court decision quoted by Walker, p. 106.
55. 1 2  Walker, p. 104.
56. ↑  Walker, p. 108.
57. ↑  Walker, pp. 117–118.
58. ↑  The Smith Act was ruled unconstitutional in 1957.
59. ↑  Walker, p. 142.
60. ↑  Chin, Steven A. When Justice Failed: The Fred Korematsu Story, Raintree, 1992, p. 95.
61. ↑  Walker, p. 157.
62. ↑  Walker, pp. 168–169.
63. ↑  Walker, pp. 173–175.
64. ↑  Walker, p. 183.
65. ↑  Walker, p. 195.
66. ↑  Walker, photo caption of Flynn, page following 214.
67. ↑  Walker, pp. 191–193.
68. ↑  Walker, pp. 205–206.
69. ↑  Walker, p. 202. The case was Slochower v. Board of Higher Education of New York City, 350 U.S. 551 (1956).
70. ↑  Walker, p. 210.
71. ↑  Corliss Lamont, in particular, portrayed that era as a major lapse of principle.
72. ↑  Walker, pp. 213–214, 217–218.
73. ↑  Walker, p. 217
74. 1 2  Walker, p. 236.
75. ↑  Black was paraphrasing Thomas Jefferson, who first employed the metaphor of a wall. Urofsky, Melvin, "Church and State", in Bodenhamer, p. 67.
76. ↑  Walker, p 225.
77. 1 2  Walker, p. 227.
78. ↑  Walker, p 229-230.
79. ↑  Walker, p. 232.
80. ↑  Walker, pp 232–233.
81. ↑  Walker, p. 238.
82. ↑  Walker, pp255– 257.
83. ↑  Walker, pp. 246–250.
84. ↑  Walker, pp. 248–249.
85. ↑  Walker, pp. 252–253.
86. ↑  Walker, p. 252.
87. ↑  Walker, p. 263. Characterizations by Samuel Walker.
88. ↑  Walker, p. 261.
89. ↑  Walker, p. 263.
90. ↑  Walker, pp. 268–269.
91. ↑  Walker, pp 270–271.
92. ↑  ACLU list of successes （页面存档备份，存于）; the case was Gregory v. Chicago, 394 U.S. 111
93. ↑  Walker, p. 280. Meredith, in fact, was not assassinated.
94. ↑  Walker, pp. 284–285.
95. ↑  Walker, p 286.
96. ↑  Walker, pp. 289–290.
97. ↑  Walker, p. 294
98. ↑  Walker, pp. 314–316.
99. ↑  Raskin, James B. (2009), "No Enclaves of Totalitarianism", American University Law Review, Vol. 58:1193.
100. ↑  Note, "Beyond the Ken of Courts", Yale Law Journal 72 (1963):506. Cited by Walker, p. 310.
101. ↑  Walker, pp. 310–311. The ACLU was not involved in the Landman case.
102. ↑  Pullman, Sandra (March 7, 2006). "Tribute: The Legacy of Ruth Bader Ginsburg and WRP Staff" （页面存档备份，存于）. ACLU.org. Accessed November 18, 2010.
103. ↑  Walker, p. 299.
104. ↑  Walker, pp. 304–305.
105. ↑  Walker, p. 312.
106. ↑  Walker, p. 313.
107. ↑  Walker, p. 302.
108. ↑  Walker, p. 308.
109. ↑  Bishop, Joseph W., "Politics and the ACLU", Commentary 52 (December 1971): 50–58. Bishop cited by Walker. Bishop was professor of law at Yale.
110. ↑  Walker, pp. 319, 363. Bush quoted by Walker.
111. ↑  Walker, p. 323.
112. ↑  Ed McManus, "Nazi March: What's It All About?", Illinois Issues, v.13, Nov. 1978 (available at Illinois Periodicals Online （页面存档备份，存于）).
The federal appeal case was Smith v. Collin 447 F.Supp. 676. See also Supreme Court: Smith v. Collin, 439 U.S. 916 (1978), and
 National Socialist Party v. Skokie, 432 U.S. 43 (1977).
113. ↑  30,000 ACLU members resigned in protest.
114. ↑  Philippa Strum, When the Nazis Came to Skokie: Freedom for Speech We Hate (University Press of Kansas) (University of Kansas Press publisher's catalog description （页面存档备份，存于）).
115. ↑  .   [2006-10-07]. （原始内容存档于2007-09-27）.
116. ↑  .   [2006-10-07]. （原始内容存档于2007-09-27）.
117. ↑  Walker, p. 239.
118. ↑  Walker, p. 341.
119. ↑  Walker, pp. 342–343.
McLean v. Arkansas Board of Education, 529 F. Supp. 1255 (E.D. Ark. 1982) ("transcription" by Clark Dorman （页面存档备份，存于）, Jan. 30, 1996, at TalkOrigins).
120. ↑  Randall Rothenburg. . New York Times. September 28, 1988  [September 28, 2008].
121. ↑   (PDF).   [2013-05-03]. （原始内容存档 (PDF)于2020-10-27）.
122. ↑  Adam S. Marlin, "First Amendment is obstacle to spam legislation" （页面存档备份，存于）, CNN, June 9, 2000.
123. ↑  ACLU, "Letter to the Senate Urging Opposition to S.877, the "Controlling the Assault of Non-Solicited Pornography and Marketing Act of 2003"" （页面存档备份，存于）, July 30, 2003 (last visited Jan. 7, 2008).
124. ↑  ACLU, "In Wake of ACLU Civil Rights Lawsuit Settlement, African Americans Affected by Texas Drug Task Force Scandal Call for Reconciliation at Town Meeting " （页面存档备份，存于）, June 2, 2005 (last visited April 10, 2009).
125. ↑  ACLU, "U.S. Supreme Court Ruling that boy Scouts Can Discriminate Is 'Damaging but Limited,' ACLU Says" （页面存档备份，存于）, June 28, 2000 (last visited Oct. 26, 2009).
126. ↑  Donaldson-Evans, Catherine (January 12, 2004), "ACLU Comes to Rush Limbaugh's Defense" （页面存档备份，存于）, Fox News
127. ↑  "Judge Rejects Teaching Intelligent Design" （页面存档备份，存于）, The New York Times, December 21, 2005
128. ↑  Garance Burke, "ACLU Sues for Anti-Gay Group That Pickets at Troops' Burials" （页面存档备份，存于）, Washington Post, July 23, 2006.
129. ↑  The ACLU challenged the Missouri state law, which was similar to the federal Respect for America's Fallen Heroes Act.
130. ↑  ACLU, "ACLU of Eastern Missouri Challenges Law Banning Pickets and Protests One Hour Before or After a Funeral" （页面存档备份，存于）, July 21, 2006.
131. ↑   （页面存档备份，存于）, July 22, 2010. Retrieved June 1, 2012.
132. ↑  . Aclu.org. 2001-09-11  [2012-08-15]. （原始内容存档于2015-03-23）.
133. ↑  . Breitbart.com. AP. February 19, 2008.
134. ↑  Barnes, Robert. . Washington Post. October 19, 2010: A2  [2013-05-03]. （原始内容存档于2020-10-09）.
135. ↑  Rubin, Alissa J.; Rahimi, Sangar. . New York Times. January 17, 2010  [2013-05-03]. （原始内容存档于2021-01-26）.
136. ↑  .   [2013-05-03]. （原始内容存档于2019-06-13）.
137. ↑  Canaparo, GianCarlo. . The Heritage Foundation.   [2023-09-20]. （原始内容存档于2023-05-28） （英语）.
138. ↑  Bazelon, Lara. . The Atlantic. 2022-05-10  [2023-09-20]. （原始内容存档于2023-07-23） （英语）.

## 延伸阅读
- Klein Woody, and Baldwin, Roger Nash (2006), Liberties lost: the endangered legacy of the ACLU, Greenwood Publishing Group, 2006. A collection of essays by Baldwin, each accompanied by commentary from a modern analyst.
- Krannawitter, Thomas L. and Palm, Daniel C. (2005), A nation under God?: the ACLU and religion in American politics, Rowman & Littlefield.
- Sears, Alan, and Osten, Craig (2005), The ACLU vs America: exposing the agenda to redefine moral values, B&H Publishing Group.
- Smith, Frank LaGard (1996), ACLU: the devil's advocate: the seduction of civil liberties in America, Marcon Publishers.

### 部分ACLU赞助或出版的读物
- Black Justice, ACLU, 1931.
- How Americans Protest （页面存档备份，存于）, American Civil Liberties Union, 1963.
- Secret detention by the Chicago police: a report （页面存档备份，存于）, American Civil Liberties Union, 1959.
- Report on lawlessness in law enforcement  （页面存档备份，存于）, Wickersham Commission, Patterson Smith, 1931. This report was written by the ACLU but published under the auspices of the Wickersham Commission.
- Miller, Merle, (1952),  The Judges and the Judged （页面存档备份，存于）, Doubleday,
- ACLU organization records, 1947-1995.Archive.today的存檔，存档日期2012-07-08. Princeton University Library, Mudd Manuscript Library.